# New York Mets
Die New York Mets, eigentlich Metropolitan Baseball Club of New York, sind ein 1962 gegründetes Baseballteam der Major League Baseball, das in Flushing im New Yorker Stadtbezirk Queens beheimatet ist. Ihre Heimspiele tragen die Mets seit 2009 im Citi Field nahe dem Flushing-Meadows-Park aus, in dessen unmittelbarer Nähe das Shea Stadium stand, in dem die Mets von 1964 bis 2008 aktiv waren.
Das Franchise spielt seit seiner Gründung in der National League und seit der Einführung der Divisions 1969 in der Eastern Division dieser Liga.
Die größten Erfolge der Mets waren die Siege der World Series 1969 und 1986, wobei der Sieg der Miracle Mets 1969 als eine der größten Sensationen der Baseballhistorie gilt. Insgesamt qualifizierte sich der Club achtmal für die Postseason der MLB und erreichte dabei fünfmal das Finale der US-amerikanischen Baseball-Profiligen.
Die Mets sind eines von zwei Teams in der MLB, die in New York beheimatet sind; das andere Franchise sind die New York Yankees, die in der American League spielen.

## Geschichte

### Vorgeschichte und Gründung

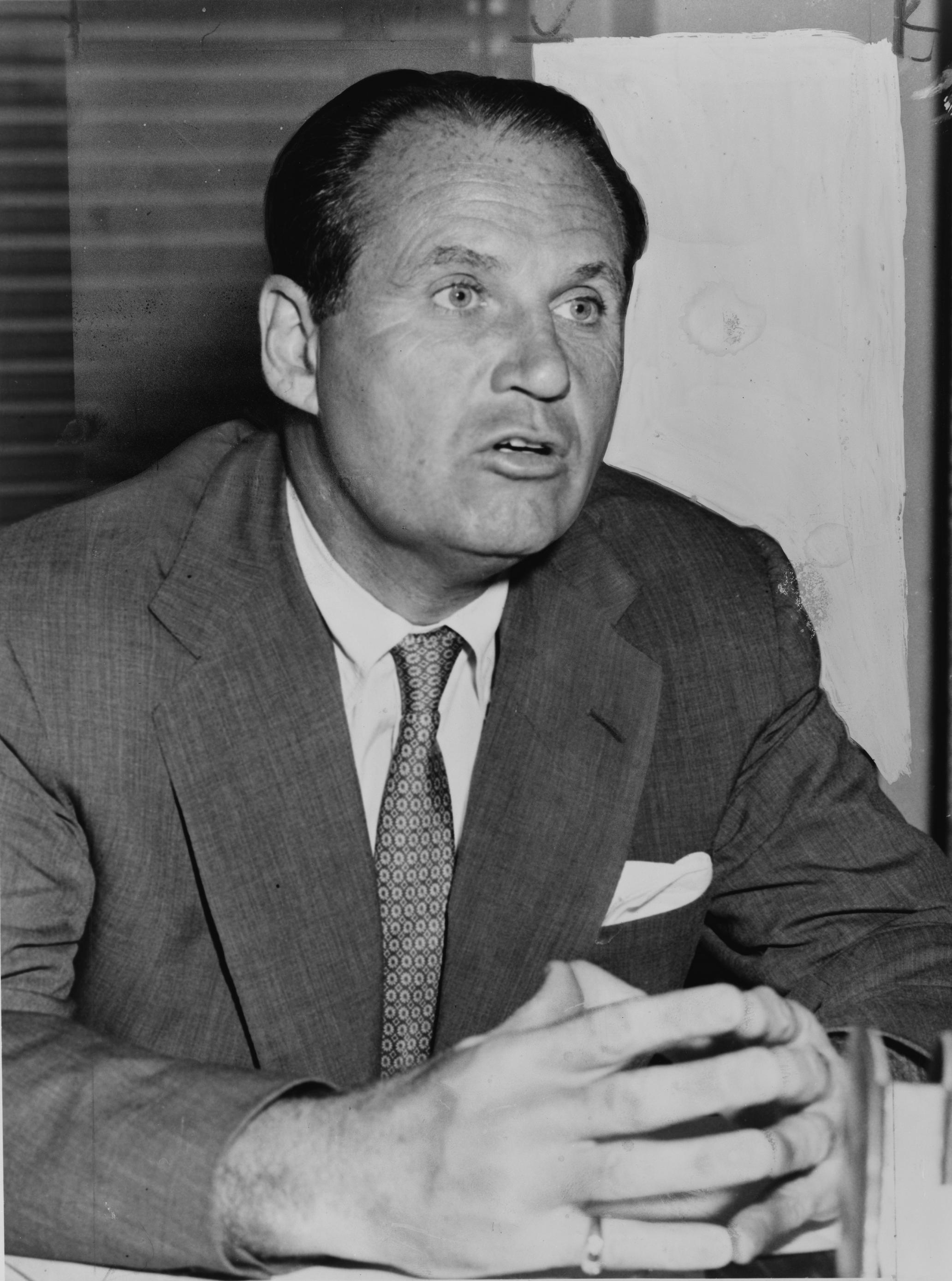
William Shea, der großen Anteil an der Rückkehr eines New Yorker Teams in die National League hatte (1957)

Im Jahre 1957 verließen die Brooklyn Dodgers und die New York Giants die Stadt in Richtung Kalifornien und ließen New York, die größte Stadt der Vereinigten Staaten, ohne eigenes Baseball-Team in der National League zurück. Zwei Jahre später, am 27. Juli 1959 verkündete der Rechtsanwalt William Shea die Gründung einer dritten Major League, der Continental League. Zu diesem Vorhaben wurde erfolglos versucht, etablierte Teams der National League, wie die Philadelphia Phillies oder die Cincinnati Reds, abzuwerben. Nach einem Jahr voller Streit handelten Shea und andere Organisatoren der Continental League einen Deal mit den etablierten Major Leagues aus. Die Befürworter der Continental League verzichteten auf die Gründung der Liga. Als Gegenzug wurden vier neue Plätze in den vorhandenen Ligen geschaffen, je zwei in der National League und in der American League. Für eines der neuen Teams der National League erhielt New York unter der Führung von Joan Whitney Payson und ihrem Ehemann Charles Shipman Payson den Zuschlag. Beide hielten bereits zuvor Anteile an den New York Giants.
Das neue Team brauchte nun auch einen neuen Namen. Aus insgesamt 9.613 Vorschlägen, von denen 644 als erste Auswahl übrigblieben, wurde schlussendlich eine Liste mit zehn Vorschlägen generiert. In die engere Wahl kamen: „Avengers“, „Bees“, „Burros“, „Continentals“, „Jets“, „Metropolitans“, „NYBs“, „Rebels“, „Skyliners“ und „Skyscrapers“. Teamgründer Payson hingegen bevorzugte „Meadowlarks“ (dt: Wiesenlerchen), dieser Vorschlag schaffte es allerdings nicht in die Liste der letzten Zehn. Letztendlich einigten sich die Besitzer auf den Namen „Metropolitan Baseball Club of New York“, oder kurz Mets. Der Name wurde gewählt, da er ziemlich nah am bereits für den Club gegründeten Unternehmen „New York Metropolitan Baseball Club, Inc.“ war. Zudem war der Name historisch von Bedeutung, da bereits im 19. Jahrhundert ein New Yorker Baseballteam den Namen New York Metropolitans trug. Die alten Metropolitans spielten von 1883 bis 1887 in der American Association. Der Name Mets erfuhr daher großen Zuspruch von Fans und Presse. Zudem wollte man so darstellen, dass das Team nicht nur die Stadt, sondern die ganze Metropolregion New York repräsentieren würde.

### 1962–1968: Liebenswerte Verlierer
Im Oktober 1961 wurde der Expansion Draft in der National League durchgeführt, um die Roster der neuen Teams, sprich der Mets und den Houston Colt .45s (heute: Houston Astros) abwechselnd mit Spielern anderer Clubs aufzufüllen. Die Mets wählten 22 Spieler, darunter einige bereits früher recht erfolgreiche wie Roger Craig oder Richie Ashburn. Das Management der Mets entschied sich, alternde Stars der Dodgers (z. B.: Robert Craig, Gil Hodges) oder der Giants (z. B.: Hobie Landrith, Ray Daviault) zu verpflichten, um die Fans mit Hilfe der bekannten Gesichter zu den Spielen zu locken, was allerdings dazu führte, dass man über keine jungen Talente im ersten Kader verfügte.
In ihrer ersten Saison 1962 verloren die Mets die ersten neun Spiele in Folge, bevor ihnen am 23. April 1962 der erste MLB-Sieg überhaupt gegen die bis dahin ungeschlagenen Pittsburgh Pirates gelang. Sie gewannen die Partie auswärts mit 9:1, wobei Starter Jay Hook alle 9 Innings pitchte und den ersten Win eines Mets-Werfers verbuchen konnte. Am Ende der Regular Season verzeichnete das Team ein miserables Ergebnis von 40:120, wobei sie alleine vom 21. Mai bis zum 6. Juni eine Serie von 17 Niederlagen am Stück hinnehmen mussten. Mit lediglich 25 % gewonnener Spiele war dies das drittschlechteste in der MLB seit der Jahrhundertwende. Nur ein Team in der MLB-Geschichte verlor mehr Spiele in einer Saison als die 62er Mets, und zwar die Cleveland Spiders im Jahre 1899 (mit einem Ergebnis von 20:134). In der zweiten Spielzeit 1963 steigerten sich die Mets nur unwesentlich und beendeten die Saison mit 51 Siegen bei 111 Niederlagen.
Trotz mangelnden sportlichen Erfolgs waren die Mets der 1960er bei den New Yorker Fans sehr beliebt, vielleicht sogar genau wegen ihrer Untauglichkeit. In dieser Zeit entstanden ironische Spitznamen für die Mets-Spieler, wie etwa Marv Throneberry den Namen „Marvelous Marv“ (deutsch: der fabelhafte Marv) bekam, obwohl er keineswegs erfolgreich war. Auch die eigenen Spieler setzten sich auf teils ironische Weise mit der Situation auseinander.

“The Mets is a good thing. They give everybody jobs. Just like the WPA.”

„Die Mets sind eine gute Sache. Sie geben jedem einen Job. Genauso wie die WPA.“

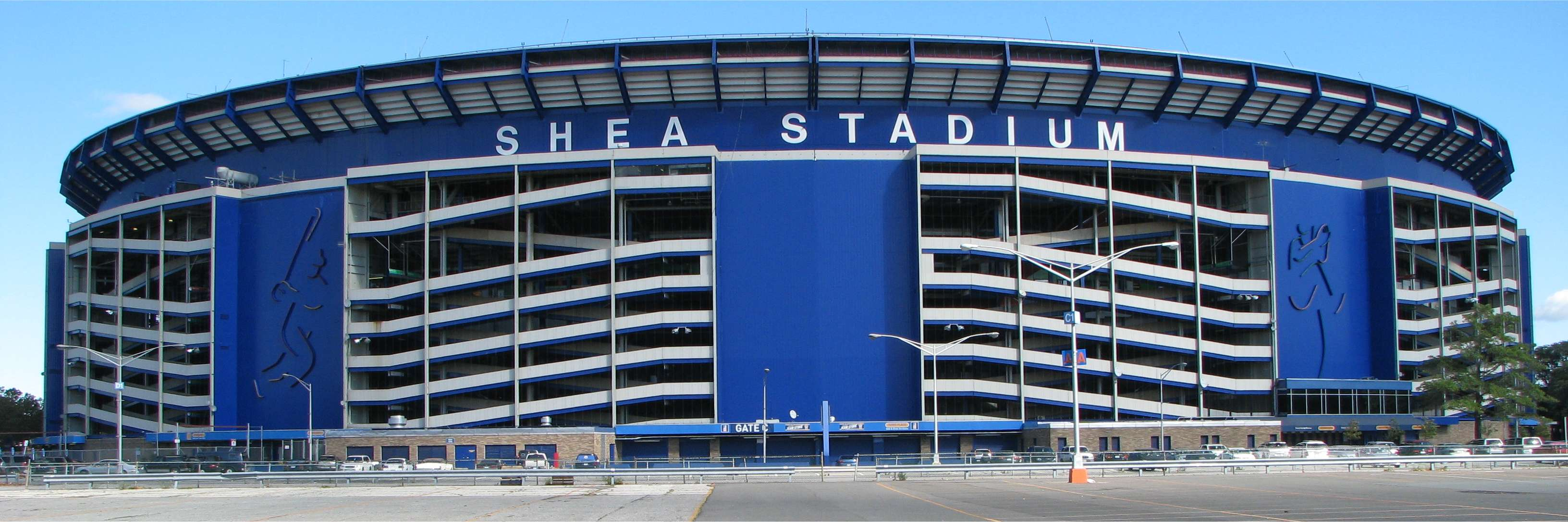
Das Shea Stadium, die Heimat der Mets von 1964 bis 2008

Die Mets, die die ersten beiden Spielzeiten noch im Polo Grounds, dem alten Stadion der Giants austrugen, zogen im Jahre 1964 in das neu errichtete und nach William Shea benannte Shea Stadium, welches in Flushing in Queens stand und 55.300 Sitzplätze umfasste. Das Stadion lag in der Nähe des Platzes, an dem 1964 die Weltausstellung in New York stattfand und wurde von 1964 bis 1983 neben den Mets auch vom Football-Team der New York Jets mit genutzt. Im Eröffnungsjahr war das Shea zudem Austragungsort des MLB All-Star Game, wobei mit Second Baseman Ron Hunt auch ein Spieler der Mets zum Auswahlspiel nominiert wurde. In der ersten Spielzeit im neuen Ballpark und auch 1965 wiederholte das Team nahezu das Vorjahresergebnis und stand am Ende der jeweiligen Runden bei 53 (1964) bzw. 50 Siegen (1965).
Langsam konnte die Zahl der Erfolge erhöht werden. Großen Anteil daran hatte Rookie Tom Seaver, der am 13. April 1967 bei den Mets debütierte und zu Saisonende zum Rookie of the Year gewählt wurde. Trotzdem beendete das Team die Saison erneut als Schlusslicht der Division.
1968 konnten sich die Mets dann sehr deutlich gegenüber dem bisher geleisteten verbessern. Man konzentrierte sich erstmals auf junge, talentierte Spieler, wie den aus Houston abgeworbenen Catcher Jerry Grote oder Shortstop Bud Harrelson, den man 1963 aus dem Free Agent Status heraus engagierte. Auch der neu verpflichtete Pitcher Jerry Koosman zeigte eine starke erste Saison in New York und erreichte in 35 Spielen 19 Wins bei einem ERA von nur 2,08. Zudem verließ Manager Wes Westrum das Team und wurde durch Gil Hodges ersetzt. Trotz deutlich höherer Siegquote von 45,1 % beendete man die Saison 1968 allerdings nur an Position 9 in der National League.

### 1969: Die Miracle Mets / The Amazin’ Mets
Die Saison der Mets 1969 startete ausgeglichen. Es war die erste Saison in der MLB nach 99 Jahren, bei denen die Ligen in Divisionen eingeteilt waren. Ende Mai standen die Mets bei 21:23 Siegen. Mitte August sah alles danach aus, dass die favorisierten Chicago Cubs sicher die Eastern Division der National League für sich entscheiden konnten. Zu diesem Zeitpunkt lagen die Mets zehn Spiele zurück auf Platz drei. Doch die Cubs brachen ein, wohingegen die Mets mit Hilfe überragender Pitches ihres jungen Bullpen 38 ihrer letzten 49 Spiele gewinnen konnten und mit 100:62 Siegen erstmals als bestes Team der National League in die Play-offs einzogen.
Die Mets wurden in der Folge als „Amazin’ Mets“ oder „Miracle Mets“ bezeichnet. Der Spitzname The Amazin' Mets bzw. The Amazins hat sich bis in die Gegenwart gehalten.

#### NLCS 1969
Die ersten Play-offs der Franchise-Geschichte begannen am 4. Oktober 1969 mit einem Auswärtsspiel bei den Atlanta Braves, die in der West Division mit drei Spielen Vorsprung vor San Francisco in die National League Championship Series eingezogen waren. Das Spiel im Atlanta Stadium war bis zum siebten Inning sehr ausgeglichen und die Führung wechselte mehrmals. Im achten Inning kamen die Mets dann aber zu fünf Runs und gewannen schließlich mit 9:5. Spiel 2, ebenfalls Auswärts in Atlanta, dominierten das Team um Starting Pitcher Koosman von Beginn an. Nach viereinhalb Innings führten die Mets deutlich mit 9:1. Left Fielder Cleon Jones steuerte drei RBIs, davon zwei durch einen 2-Run-Homerun bei. In der zweiten Hälfte des vierten Innings kamen die Braves zwar noch mal auf 6:9 heran, verloren aber am Ende auch Spiel 2 gegen die Mets mit 6:11.
In Spiel 3 gingen die Braves gleich zu Beginn mit 1:0-Führung. Beim ersten Auftritt vor heimischer Kulisse in einem Playoff-Spiel gelang den Mets im dritten Inning der Ausgleich durch einen Homerun von Tommie Agee. Nach vier Innings gingen die Mets mit 3:2 in Führung und konnten im fünften ihren Vorsprung auf zwei und im sechsten Inning ihren Vorsprung auf drei Runs ausbauen. Nach knapp zweieinhalb Stunden endete das Spiel mit 7:4, die Mets sweepten somit die Braves mit 3:0 und zogen in die World Series 1969 ein.

#### World Series 1969

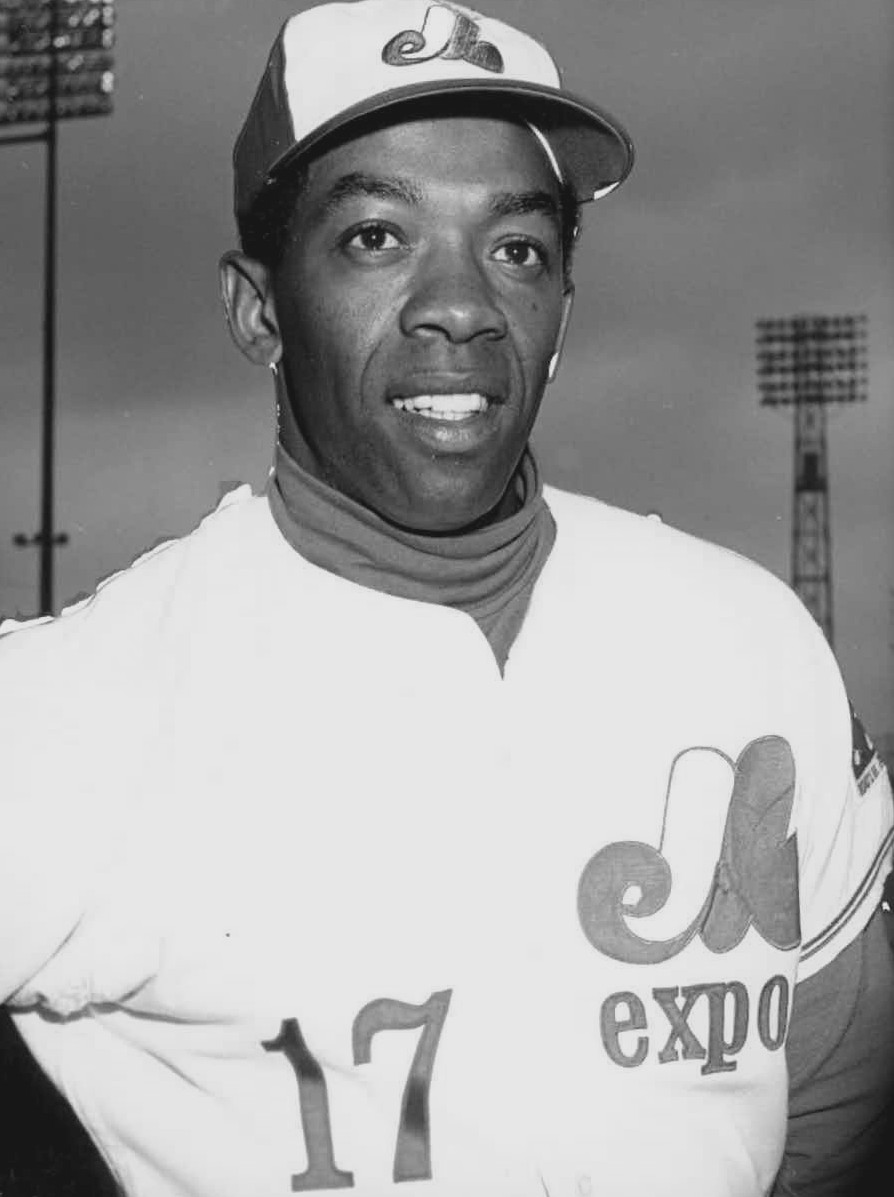
Der MVP der World Series 1969, First Baseman Donn Clendenon

In der folgenden World Series 1969 waren die Mets krasser Außenseiter gegen die Baltimore Orioles, die mit 109:53 durch die reguläre Saison gegangen waren und in der Folge in der ALCS die Minnesota Twins mit 3:0 besiegten. Vor dem Beginn der Serie wurde vermutet, dass der Starpitcher Tom Seaver Spiel 1 gewinnen könnte, die Orioles in der Folge die Mets aber schlagen sollten. Doch das genaue Gegenteil war der Fall. Seaver verlor Spiel 1 auswärts im Memorial Stadium und die World Series schien verloren. Gleich Seavers zweiten Pitch konnte Orioles-Infielder Don Buford zu einem Homerun nutzen. Im vierten Inning erhöhten die Orioles auf 4:0. Der einzige Run der Mets im siebten Inning konnte nichts mehr an ihrer Niederlage ändern.
Der Ausgleich in der Serie in Spiel 2 war denkbar knapp. Die Mets konnten, erneut auswärts, eine 1:0-Führung im vierten Inning durch einen Single-Homerun des späteren MVP der World Series Donn Clendenon bis in das siebte hinein halten. Den Ausgleich der Orioles beantwortete Al Weis durch einen RBI im letzten Inning. Die Mets gewannen mit 2:1 und die Serie war ausgeglichen.
Spiel 3, das erste World Series Match der Mets im heimischen Shea Stadium, ging nach einem spielfreien Tag dann deutlich mit 5:0 an die New Yorker. Starting Pitcher Gary Gentry bekam den Win gegen sein favorisiertes Gegenüber Jim Palmer zugesprochen. Den Save sicherte sich der spätere Hall of Famer Nolan Ryan.
Wiederum sehr eng war Spiel 4 der Serie, das nahezu eine Kopie von Spiel 2 hätte sein können. Wie schon beim 2:1-Sieg drei Tage zuvor gingen die Mets durch einen Single-Homerun, erneut von Donn Clendenon, in Führung. Auch diesmal konnten die Orioles ausgleichen. Nach einem Sacrifice Fly im neunten Inning musste die Partie in Extra-Innings entschieden werden. Pinch Runner Rod Gaspar gelang der entscheidende Run im zehnten Inning, die Mets gingen mit 2:1 vom Feld und bauten ihre Führung in der Serie auf 3:1 aus.
Am Donnerstag, den 16. Oktober 1969 begann Spiel 5 in Queens aussichtsreich für die Orioles. Im dritten Inning ging das Team durch einen 2-Run-Homerun von Dave McNally und einen Single-Homerun von Frank Robinson mit 3:0 in Führung. Die Wende leitete erneut Donn Clendenon im sechsten Inning ein. Nachdem Cleon Jones durch einen Hit by Pitch auf die erste Base gelangt war, erzielte Clendenon einen weiteren 2-Run-Homerun. Im siebten Inning glichen die Mets aus und profitierten schließlich im achten Inning von gleich zwei Errors der Orioles. Das Spiel endete 5:3 für das noch junge New Yorker Franchise und die Mets gewannen die World Series mit 4:1 Siegen.
Diese Sensation ging in die Geschichte ein als einer der größten turnarounds der Baseballgeschichte. Kurz nach dem Ende der Saison gab Seaver seinen Namen für eine Werbekampagne her, die sagte:

“If the Mets can win the World Series, the United States can get out of Vietnam.”

„Wenn die Mets die World Series gewinnen können, dann können die Vereinigten Staaten auch aus Vietnam herausgehen.“

Die Mets waren nicht das einzige New Yorker Team, welches 1969 einen großen Titel gewinnen konnte. Bereits im Januar gewannen die New York Jets den Super Bowl III, bis heute ihr einziger großer Titel im American Football.

### 1970–1979: Auf und Ab

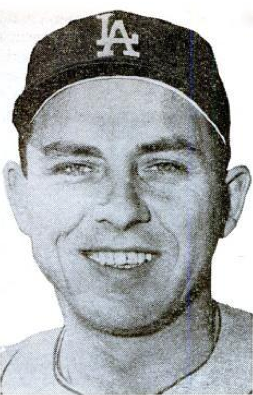
Der überraschende Tod von Manager Gil Hodges (hier noch als Spieler der Brooklyn Dodgers) schockierte die Mets kurz vor Saisonbeginn 1972

In den ersten beiden Spielzeiten nach dem sensationellen Triumph fielen die Mets auf ein durchschnittliches Niveau zurück und kamen in beiden Jahren auf ein identisches Ergebnis von 83 Siegen bei 79 Niederlagen. Dies bedeutete jeweils Platz drei in der Division.
Am Ende des Spring Training vor der Saison 1972 brach Manager Gil Hodges aufgrund eines Herzinfarkts zusammen, nachdem er mit drei Trainerkollegen der Mets nach einem Golfspiel auf dem Weg zurück in sein Hotelzimmer war. Er verstarb kurze Zeit später im Krankenhaus, zwei Tage vor seinem 48. Geburtstag. Der frühe Tod des Trainers schockte die ganze Organisation und das Team der Mets. Die Mannschaft, bei der die Position Hodges nun von Yogi Berra übernommen wurde, beendete die Spielzeit erneut auf dem dritten Divisionsrang. Für Aufmerksamkeit sorgte 1972 der linkshändige Pitcher Jon Matlack, der in seiner ersten kompletten MLB-Saison 15 Wins bei 32 Starts und eine Siegquote von 60 % vorweisen konnte und zum National League Rookie of the Year gewählt wurde.
Ende August 1973 lagen die Mets mit 61:71 an letzter Stelle der Division. Doch sie kamen zu Saisonende zurück, gewannen 21 ihrer letzten 29 Spiele und konnten trotz einem Ergebnis von nur 82:79 in die Playoffs einziehen.
In der NLCS trafen die Mets auf die Big Red Machine aus Cincinnati, die als deutlicher Favorit in die Serie ging. In Spiel 1 standen sich die beiden Starpitcher Tom Seaver und Jack Billingham gegenüber und die Reds konnten nach 0:1-Rückstand mit 2:1 gewinnen. Spiel 2 im Riverfront Stadium gewannen dann die Mets mit Starter Jon Matlack deutlich mit 5:0. Vor heimischer Kulisse in Spiel 3 gingen die Mets dann nach einem 9:2-Sieg in der Serie in Führung, die Reds konnten aber nach einem spannenden 12 Inning andauernden Spiel 4 die Serie wieder ausgleichen. Im entscheidenden fünften Spiel im Shea Stadium am 10. Oktober 1972 wiederholte sich das Pitcherduell Seaver gegen Billingham aus Spiel 1. Die Mets konnten bereits im ersten Inning durch einen Two-Run-Single von Ed Kranepool in Führung gehen. Die Reds verkürzten im dritten auf 1:2 und glichen im ersten Halbinning des fünften aus. Die Mets konterten im 2. Halbinning mit gleich vier Runs und stellten schließlich im darauffolgenden Inning den Endstand von 7:2 her. Die New York Mets gewannen somit ihren zweiten National League Pennant und waren damit das Team mit der schlechtesten Regular Season, dass je die Nation League gewinnen konnte.

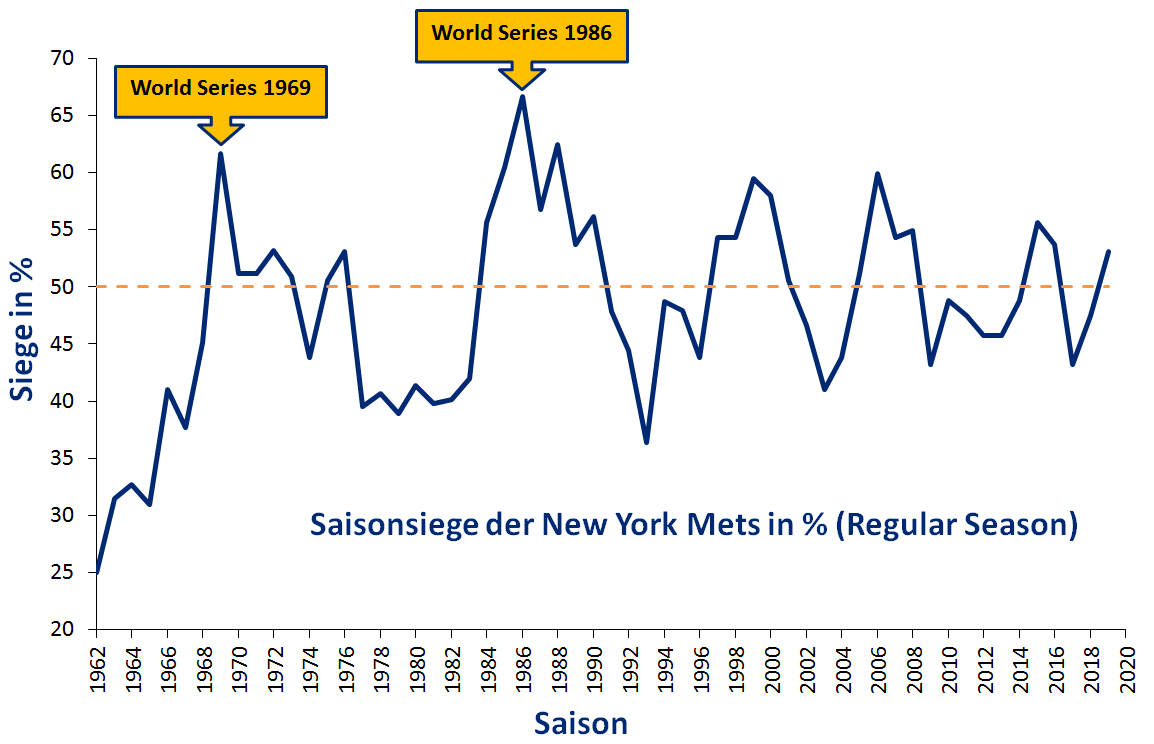
Grafische Darstellung der Siegquote von 1962 bis 2019

Gegner in der World Series 1973 waren die Oakland Athletics, die ihr erstes Heimspiel im Oakland–Alameda County Coliseum knapp mit 2:1 gewinnen konnten. In einem über 12 Inning gehenden Spiel 2 setzten sich dann die Mets durch, Spiel 3, diesmal im Shea, ging wieder über ein Extra-Inning. Diesmal konnten die A's das Match für sich entscheiden. Bereits im ersten Inning von Spiel 4 gingen die Mets durch einen Three-Run-Homerun von Rusty Staub in Führung, welche dank Starter Jon Matlack, der acht Innings durchpitchte, nicht mehr in Gefahr geriet. Nachdem die Mets in der Folge Spiel 5 mit 2:0 für sich entscheiden konnten und so mit 3:1 in der World Series in Führung gingen, fehlte nur noch ein Sieg bei den anschließenden Auswärtsspielen in Oakland um den zweiten Titel der Franchisegeschichte zu erlangen. Doch in Spiel 6 fanden die Mets keinen Weg, um A's-Pitcher Catfish Hunter gefährlich zu werden und verloren mit 1:3. Das entscheidende Spiel 7 dominierte Oakland, nachdem sie durch Bert Campaneris und Reggie Jackson im dritten Inning mit jeweils einem Two-Run-Homerun mit 4:0 in Führung gingen. Es waren spät in der Serie die ersten Homeruns der A's überhaupt. Oakland gewann das Spiel mit 5:2 und somit die Serie. Tom Seaver gewann nach 1969 zum zweiten Mal den Cy Young Award der National League.
1974 spielten die Mets ihre schlechteste Regular Season seit 1967 und kamen nur auf 71 Siege. Zum Ende der Runde belegte man den letzten Platz der Division und hatte 17 Spiele Rückstand auf den Divisionssieger.
Ende der Saison 1975, die die Mets als dritter in der Division beendeten, verstarb Besitzerin Joan Whitney Payson im Alter von 72 Jahren. Paysons Ehemann Charles übertrug die Verantwortung für die Mets an Lorinda de Roulet, einer der drei gemeinsamen Töchter des Paares.
Nach einigen Veränderungen im Management kam es zu Streitigkeiten bei Vertragsverhandlungen mit Tom Seaver und Dave Kingman, die am Tag der Trading-Deadline 1977 abgegeben wurden. Während Seavers Weg zu den Cincinnati Reds führte, bei denen er fortan sechs Jahre bis zu seiner Rückkehr nach New York spielte, wurde Kingman 1977 in der Liga herumgereicht. Aus New York ging es im Juni zu den San Diego Padres, von dort im September zu den California Angels und noch im selben Monat wieder zurück nach New York, diesmal zu Yankees. Wie Tom Seaver sollte auch Dave Kingman in den 80er Jahren zu den Mets zurückkehren. Im Gegenzug für die beiden abgegebenen Stars bekamen die Mets sechs neue Spieler, die aber keinerlei positiven Einfluss auf das Team hatten. Die Mets fielen in ein Loch und beendeten die Saison als Letzter. Sie konnten danach bis in die 1980er kein konkurrenzfähiges Team mehr auf die Beine stellen.

### 1980–1985: Neuaufbau mit viel Geld
Im Januar 1980 wurde das Mets Franchise für 21,1 Millionen US-Dollar an das Unternehmen Doubleday unter dessen Präsidenten Nelson Doubleday junior verkauft. Dieser wurde Präsident des Vorstands. Fred Wilpon, ein Minderheitseigentümer der Mets aus der Immobilienbranche, wurde Vereinspräsident und man verpflichtete den lange Jahre erfolgreich bei den Baltimore Orioles tätigen Frank Cashen als General Manager.
Es dauerte allerdings einige Zeit, bis sich die neue finanzielle Situation eines solventen Besitzers und die neue Führungsstruktur sportlich auszahlte. Allerdings wurden schon früh die Grundsteine für die späteren Erfolge gelegt. So sicherten sich die Mets im MLB Draft 1980 die Dienste des Highshool-Phänomens Darryl Strawberry als allerersten Draft-Pick. Zwei Jahre später wählten sie dann Dwight Gooden als Draft-Pick Nr. 5. Beide wurden in ihrer jeweils ersten Saison zum Rookie of the Year gewählt (Strawberry 1983 und Gooden 1984).
Sportlich bewegten sich die Mets am unteren Ende ihrer Division. Von 1980 bis 1983 pendelte sich das Ergebnis bei etwa 40 % gewonnener Spiele ein. 1984 beendeten die Mets die Saison mit 90 Siegen bei 72 Niederlagen, konnten aber die Division nicht gewinnen, da die Cubs in der Saison 96 Spiele gewannen. Auch in der Spielzeit 1985 schrammten die Mets nur knapp an der Teilnahme der Playoffs vorbei. Mit drei Spielen Rückstand auf die Cardinals (101 Siege) beendete man die Saison wie schon ein Jahr zuvor auf Platz 2 der Division. Neu ins Team kam zu dieser Spielzeit der Catcher und spätere Hall of Famer Gary Carter, der von den Montreal Expos nach New York wechselte. Dwight Gooden gewann zudem den Cy Young Award der National League, aufgrund einer sehr starken Saison mit einem Win-Loss-Verhältnis von 24:4 und einem herausragende ERA von 1.53.

### 1986: Skandale, gute Laune und der zweite World Series Titel
Schon früh in der Saison 1986 zogen die Mets der Konkurrenz davon und dominierten das ganze Jahr über. Von den ersten 24 Spielen konnten die Mets 20 für sich entscheiden, den April schloss man mit einer Siegquote von über 81 % ab und beendeten die Saison mit 108 Siegen bei nur 54 Niederlagen. Die Phillies auf Position zwei der Division hatten mit 21½ Spielen einen enormen Rückstand. Allerdings waren die Phillies das einzige Team, das in der Regular Season eine positive Bilanz gegen die Mets aufweisen konnte. Nur zwei Teams in der Geschichte der National League konnten mehr Spiele im Laufe einer Regular Season gewinnen: Die Chicago Cubs von 1906 (116 Siege) und die Pittsburgh Pirates von 1909 (110 Siege).

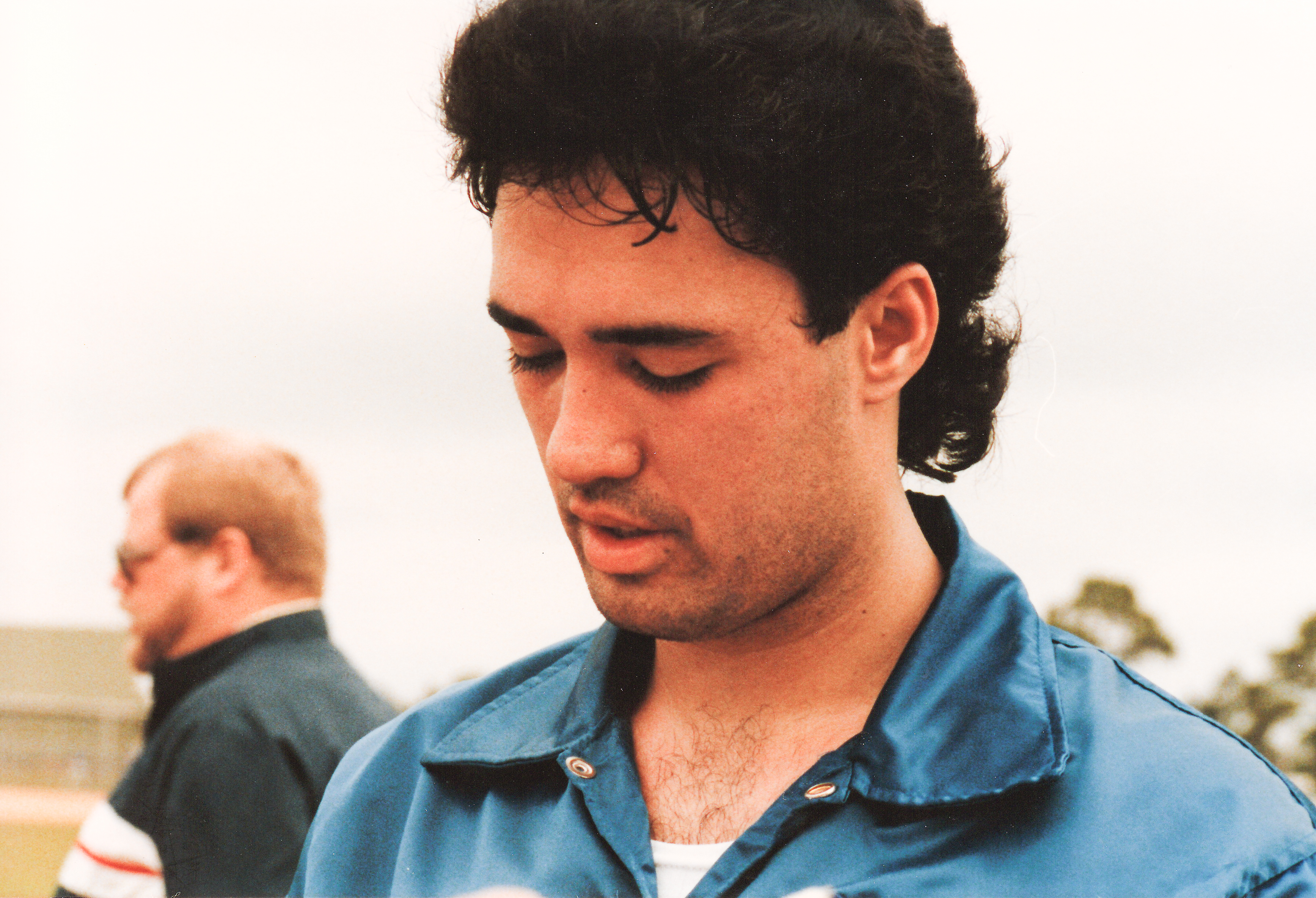
Ron Darling (1986) war einer von vier Mets Spielern, die nach einer Barschlägerei in Houston verhaftet wurden. 30 Jahre später veröffentlichte er ein Buch, das sich mit den 86er Mets beschäftigt.

Auf und Abseits des Feldes sorgten die 86er Mets für große Aufmerksamkeit und wurden mit viel Argwohn bedacht. Die Spieler präsentierten sich ungewöhnlich extrovertiert, gaben sich nach erfolgreichen Spielzügen High Fives und chest bumps, was zu dieser Zeit ein Novum war. Viele Spieler wurden regelmäßig spät in der Nacht betrunken oder unter Einfluss anderer Drogen in Bars gesichtet, was sie im Nachhinein auch offen zugaben. So wurden im Juli 1986 zum Beispiel vier Spieler der Mets, Ron Darling, Bob Ojeda, Rick Aguilera und Tim Teufel früh morgens nach einer handgreiflichen Auseinandersetzung mit der Polizei nach einem Barbesuch verhaftet.
Robert Silverman, ein freier Journalist, der unter anderem für The Daily Beast, die New York Times oder ESPN schreibt und ein Kenner und jahrelanger Begleiter der Mets ist, bezeichnet das Team rückblickend als:

“[…] a gang of drunks, pill-poppers, barroom brawlers, degenerate gamblers, womanizers, and arrogant blowhards that managed to win the hearts of New Yorkers, but were loathed by the rest of the baseball-loving world. And rightly so.”

„[…] eine Gang von Betrunkenen, Pillenschluckern, Kneipenschlägern, degenerierten Glücksspielern, Weiberhelden und arroganten Angebern, die es geschafft haben, die Herzen der New Yorker zu gewinnen, aber vom Rest der baseballliebenden Welt verabscheut wurden. Und das zu Recht.“

Der damalige Pitcher Ron Darling beschreibt in seinem 2016 erschienenen Buch „Game 7, 1986: Failure and Triumph in the Biggest Game of My Life“ das Team aus Spielersicht als „Gute Laune Truppe“, die immer Spaß hatte und sich blendend verstand. Gleichzeitig berichtet er aber von extremem Amphetamin- und Alkoholkonsum sogar zwischen den Innings der Spiele. Dies rechtfertigt er zum Teil mit der ungeheuren Belastung einer Saison, die nahezu keine freien Tage beinhaltet und so gut wie jeden Tag ein Spiel zu bestreiten ist. Hinzu kämen noch die langen Reisen zu Auswärtsspielen und zurück.
Im Laufe der Saison 1986 entstand auch der Song und „Let’s Go Mets!“, häufig auch als „Let’s Go Mets Go!“ betitelt. Die Idee zum Song, der gemeinsam mit dem sportlichen Erfolg das Marketing der Mets ankurbeln sollte, entstand bereits im Juli 1986, als ob des großen Vorsprungs auf die Verfolger der National League Titel bereits vorhersehbar war. Komponiert und produziert wurde das Lied von Shelly Palmer, der zuvor hauptsächlich die Musik für Werbekampagnen von zum Beispiel Burger King, Coca-Cola oder Pepsi komponiert hatte. Größeres Aufsehen als der Song brachte das dazu produzierte Musikvideo und das ebenfalls auf VHS mitgelieferte 30-minütige Making-of zum Videodreh.

#### NLCS 1986

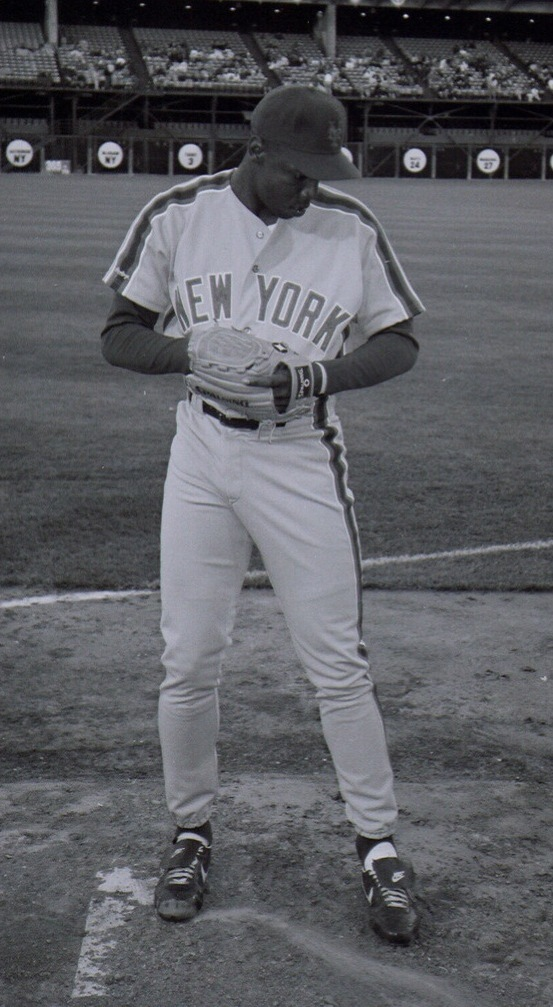
Dwight Gooden, Starting Pitcher der 1986er Mets.

In der National League Championship Series trafen die Mets auf die Houston Astros, die in der West Division mit 10 Spielen Vorsprung erfolgreich waren, wobei First Baseman Glenn Davis eine herausragende Runde spielte und für die Astros 91 Runs, davon 31 Homeruns und 101 RBIs erzielte.
Am 8. Oktober 1986 begann die Best-of-Seven-Serie mit der ersten Partie im Astrodome in Houston. In einem klassischen Pitcherduell traf Mets Starter Dwight Gooden auf den späteren MVP der Serie Mike Scott. Glenn Davis gelang als erster Schlagmann im zweiten Inning ein Homerun für die Astros. Es war der einzige Run der Partie und Houston siegte mit 1:0.
Spiel 2, erneut auswärts aus Sicht der Mets, ging dann relativ deutlich an die New Yorker. Houstons Starter Nolan Ryan, der bis 1971 noch bei den Mets aktiv war, ließ im vierten Inning zwei und im fünften Inning drei Runs zu und die Astros kamen nur noch zum 1:5 Anschluss im siebten Spielabschnitt.
Beim ersten Spiel im Shea lagen die Gäste aus Texas nach 8½ Innings noch mit 5:4 in Front, ließen aber Wally Backman, den ersten Schlagmann der Mets, nach einem Bunt gleich auf Base. Die Entscheidung des Umpire, Backman sei safe am ersten Laufmal war umstritten und es kam zu hitzigen Diskussionen mit Houstons Manager Hal Lanier. Offensichtlich hatte Backman beim Lauf zur ersten Base das Spielfeld verlassen, und damit vermieden, dass Glenn Davis ihn taggen und so ausmachen konnte. Der Umpire begründete seine Entscheidung damit, dass Davis den Ball zu dem Zeitpunkt als Backman ihn passierte noch gar nicht in den Händen hatte und der Angreifer deshalb seinen Laufweg zur Base frei bestimmen konnte. Mit Backman auf Base erzielte dann Lenny Dykstra einen Homerun für die Mets und besiegelte so den 6:5-Endstand.
Nachdem Spiel 4 relativ unspektakulär mit 3:1 an die Astros ging, folgten in der nun mit je zwei Siegen ausgeglichenen Serie zwei hart umkämpfte Partien, die beide in die Extra Innings gingen.
Spiel 5 war erneut ein Pitcher Duell mit zwei starken Startern. Dwight Gooden pitchte in Summe zehn Innings und erlaubte nur einen Run, Astros Starter Nolan Ryan stand neun Innings auf dem Mound, kassierte ebenfalls einen Run und dazu zwei Hits. Beim Stand von 1:1 standen sich dann die Relief Pitcher Jesse Orosco (Mets) und Charlie Kerfeld (Astros) gegenüber. Während Orosco zwei perfekte Innings pitchte, ließ Kerfeld im zwölften Inning einen Single von Mets-Catcher Gary Carter zu, der zuvor bei 21 At-Bats in der Serie nur einmal auf Base kam. Wally Backman, der am Vortag bereits im Mittelpunkt stand, nutzte den Basehit von Carter und erzielte den entscheidenden Run zum 2:1.
Das Mets konnten schließlich die Serie am 15. Oktober im sechsten Spiel nach einem Marathon-Match über 16 Innings und einer Spieldauer von 4 Stunden und 42 Minuten mit 4:2 gewinnen. In einer vom MLB Network aufgestellten Liste der 20 größten Spiele der MLB-Geschichte wird das Spiel an Rang 5 geführt. Bereits nach dem ersten Inning lagen die New Yorker allerdings mit 0:3 in Rückstand und schafften es acht Innings lang nicht, selber zu punkten, so dass die Astros zu Beginn des neunten Innings noch drei Aus davon entfernt waren, die Serie auszugleichen. Doch Dykstra eröffnete den Durchgang mit einem Triple, gefolgt von einem Single von Wilson, den Dykstra zum ersten Run nutzen konnte. Der nächste Schlagmann der Mets wurde ausgemacht. Es folgte Hernandez mit einem Double und Wilson verkürzte auf 2:3. Die Astros reagierten, wechselten den Pitcher und brachten Dave Smith. Der ließ sowohl Gary Carter, als auch Darryl Strawberry durch Walk ins Spiel und die Mets hatten somit alle Bases besetzt. Den folgenden Sacrifice Fly von Ray Knight nutzte Hernandez zu dem das Spiel ausgleichenden Run. Die Mets brachten Pinch Hitter Wally Backman, der durch einen Intentional Walk auf Base kam und somit erneut alle Male besetzt waren. Den Astros gelang ein Strikeout gegen den ebenfalls als Pinch Hitter am Schlagmal stehenden Danny Heep und das Spiel ging in die Verlängerung.
Die Innings 10 bis 13 vergingen ohne Runs, ehe Strawberry die Mets im 14. Inning dank eines Single von Backman mit 4:3 in Front brachte. Die nun unter Druck stehenden Astros aber egalisierten die Führung im zweiten Halbinning durch einen Homerun von Center Fielder Billy Hatcher. Das 15. Inning brachte erneut keine Runs. Im 16. Inning starteten Mets mit einem, Double durch Strawberry, was ihn in die Position brachte den folgenden Single von Knight zum Run zu nutzen. Knight stahl die zweite Base und die Astros wechselten erneut den Werfer. Mit Jeff Calhoun kam bereits der fünfte Pitcher aus Houston zum Zug. Calhoun warf gleich zwei Wild Pitches und Knight konnte hierdurch die Führung der Mets auf zwei Punkte erhöhen. Schließlich gelang Backman noch das 7:4 für die Mets. Nachdem die Astros im zweiten Halbinning durch Runs von Lopes und Doran wieder bis auf einen Run an den Mets herangekommen waren, konnte Orosco letztendlich Kevin Bass mit einem Strikeout ausmachen und so Spiel und Serie beenden.
Die Mets zogen somit zum dritten Mal in die World Series ein.

#### World Series 1986

Das Logo der World Series 1986

In der World Series 1986 trafen die Mets auf den Sieger der American League, die Boston Red Sox, die in der Regular Season nach 95:66 Siegen mit 5½ Spielen Vorsprung auf die New York Yankees die AL East gewonnen hatten. in der ALCS schlugen die Red Sox daraufhin die California Angels mit 4:3 Siegen.
Da die American League das MLB All-Star Game 1986 gewonnen hatte, hatten die Red Sox Heimrecht, sprich die ersten beiden Partien fanden im Shea Stadium statt.
In Spiel 1 ließ der Starting Pitcher der Red Sox Bruce Hurst den Mets kaum eine Chance. In acht Innings ließ er 5 Hits zu, die Mets konnten aber nicht punkten, auch Closer Calvin Schiraldi blieb ohne Earned Run. Die Red Sox selber taten sich in der Offensive ebenfalls schwer gegen Mets-Starter Ron Darling. Im siebten Inning profitierte Läufer Jim Rice allerdings von einem Error von Mets Second Baseman Tim Teufel. Sein Run war der einzige der Partie und die Red Sox gewannen mit 1:0.
Mit Dwight Gooden und dem jungen Red Sox Pitcher Roger Clemens standen sich in Spiel 2 zwei zu dieser Zeit große Talente gegenüber. Doch das Spiel wurde nicht wie von vielen erwartet ein Match mit wenig Runs. Bereits im dritten Inning punkteten das Team aus Boston dreifach und die Mets verkürzten im selben Durchgang auf 2:3. Die Red Sox bauten ihre Führung durch einen Homerun von Dave Henderson im vierten und einen Two-Run-Homerun von Dwight Evans im fünften Inning auf 6:2 aus. Die Mets verkürzten noch im fünften durch einen Run von Backman auf 3:6. Während die New Yorker nicht mehr punkten konnten, kamen die Red Sox noch auf drei weitere Runs und gewannen das Spiel mit 9:3.
Die Mets hatten also beide Heimspiele zu Beginn der World Series verloren und mussten mit einem 0:2-Rückstand nach Boston reisen, wo sie, sollten sie denn mindestens eines der nächsten beiden Spiele gewinnen drei Mal auswärts im Fenway Park antreten mussten.
Gleich zu Beginn des ersten Spiels in der Fremde legten die Mets im ersten Inning vier Runs vor, der erste gleich beim ersten At Bat durch einen Homerun von Dykstra. Boston verkürzte im dritten Inning auf 1:4, doch ein Single von Carter brachte zwei weitere Runs im siebten und ein RBI von Ray Knight einen weiteren im achten Inning. Die Mets gewannen deutlich mit 7:1 und verkürzten in der Serie auf 1:2.
Spiel 4 entschieden die Mets ebenfalls relativ deutlich für sich, zwei Two-Run Homerun von Gary Carter im vierten und von Lenny Dykstra im siebten Inning trugen maßgeblich zum 6:2-Erfolg bei.
Nachdem auch die Red Sox damit ihre ersten beiden Heimspiele verloren hatte, gelang ihnen in Spiel 5 der erste Heimsieg in der Serie überhaupt. Beim 4:2 schwächelte Mets Star Dwight Gooden erneut und ließ in nur 4 Innings neun Hits zu. Nach 5 Innings lagen die Mets mit 0:4 in Rückstand, kamen im achten und neunten Inning noch zu je einem Run und verloren mit 2:4. Den Red Sox fehlte somit nur noch ein Sieg zum Gewinn der Serie.

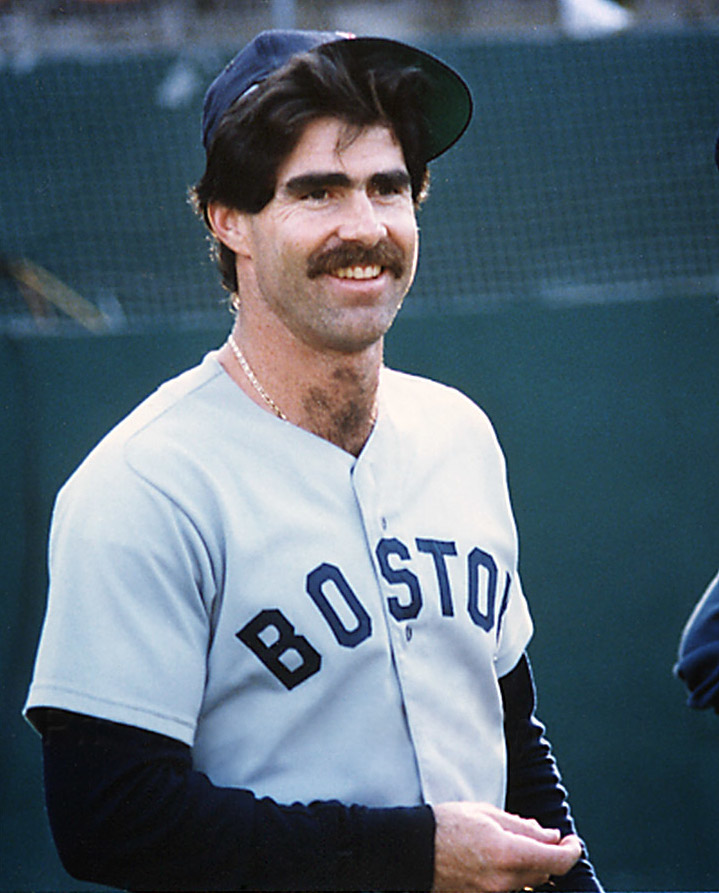
Bill Buckner unterlief der entscheidende Error, durch den die Mets die Serie in Spiel 6 ausgleichen konnten.

Spiel 6 gehört nach wie vor zu einem der legendärsten Spiele der Baseballgeschichte. In der MLB Network Liste der 20 größten Spiele der MLB-Geschichte wird das Spiel an Rang drei geführt.
Nach ausgeglichenen neun Innings ging das Spiel beim Stand von 3:3 in die Verlängerung.
In der Gasthälfte des zehnten Innings starteten die Red Sox mit einem Homerun durch Henderson und gingen mit 4:3 in Front. Rick Aguilera, der bereits vierte Pitcher der Mets, der in diesem Spiel im Einsatz war, machte die nächsten zwei Schlagmänner per Strikeout aus. Danach ließ er Wade Boggs auf Base, der nachfolgenden Single von Marty Barrett profitierte und auf 5:3 erhöhte. Nach einem Flyout von Rice wechselte das Angriffsrecht.
Calvin Schiraldi war der Pitcher der Red Sox zu Beginn des zweiten Halbinnings im zehnten. Beckman und Hernandez, die ersten beiden Schlagmänner der Mets, konnten per Flyout ausgemacht werden und die Mets waren nur noch ein Aus von der Niederlage in der Serie entfernt. Gary Carter kam durch einen Single auf Base. Nach einem weiteren Single von Pinch Hitter Kevin Mitchell hatten die Mets Läufer auf der ersten und zweiten Base. Der nächste Spieler am Schlagmal war Ray Knight. Schiraldi startete das At Bat mit zwei Strikes und somit fehlte nur noch ein Strike zum Triumph der Red Sox in der World Series. Den dritten Pitch von Schiraldi aber nutzte Knight zu einem Single, der Carter den Run zum 4:5 ermöglichte und Mitchell auf die dritte Base brachte. Der Manager der Red Sox reagierte und wechselte mit Bob Stanley einen neuen Pitcher ein, der sich Mets Left Fielder Wilson gegenübersah. Nach sieben Pitches im At Bat stand der Count bei 2:2, was bedeutete, dass die Red Sox zum zweiten Mal nur noch einen Strike vom Gewinn der Serie entfernt waren. Beim achten Wurf verlor Stanley die Kontrolle über den Ball, der an der Innenseite der Strike Zone nur knapp den Schlagmann verfehlte. Red Sox Catcher Rich Gedman schaffte es nicht den Ball zu fangen und Mitchell nutzte diesen Wild Pitch zum ausgleichenden Run und Knight gelangte auf die zweite Base. Wilson schlug anschließend den zehnten Pitch von Stanley flach in Richtung First Base, wo Red Sox First Baseman Bill Buckner ein schwerwiegender Error unterlief, der es Knight ermöglichte den spielentscheidenden Run zum 6:5-Sieg der Mets zu erzielen. Obwohl mehrere Spieler, Spielsituationen und auch die Entscheidungen des Managers ursächlich dafür waren, dass die Red Sox den zwei Run Vorsprung noch verspielten, wurde Buckner zum Sündenbock für Fans und Presse.
Das für Sonntagabend geplante entscheidende Spiel 7 musste aufgrund starken Regens abgesagt werden und wurde auf Montag, den 27. Oktober verschoben. Dieser freie Tag extra ermöglichte es den Red Sox Bruce Hurst als Pitcher starten zu lassen, der bereits zwei Wins in der Serie erzielt hatte. Die Red Sox starteten besser ins Spiel und gingen im zweiten Inning nach Homeruns von Evans und Gedman sowie einem RBI von Boggs mit 3:0 in Front. Die Mets glichen im sechsten Inning aus und konnten im siebten Innings drei weitere Runs, unter anderem durch einen weiteren Homerun von Ray Knight, nachlegen. Im achten Inning kamen die Red Sox nach einem Two-Run-Double von Dwight Evans, bei dem auch der am Vortag arg kritisierte Bill Buckner einen Run beisteuerte, auf 5:6 an die Mets heran. Doch die Mets stellten im zweiten Halbinning den alten Abstand durch einen Homerun von Strawberry und einen Run von Knight wieder her. Jetzt waren die Mets noch drei Aus vom Sieg der World Series entfernt. Nach einem Popp-Out und einem Ground-Out gelang Pitcher Jesse Orosco der entscheidende Strikeout gegen Marty Barrett. Die Mets gewannen das Spiel mit 8:5 und waren mit 4:3 Siegen zum zweiten Mal nach 1968 Champion der World Series.

### 1987–1990: Weiter oben dran
Nach dem Sieg der World Series 1986 wechselte der MVP der Finalserie Ray Knight zu den Orioles. Auch Kevin Mitchell verließ den Verein in Richtung San Diego.
In den Fokus rückten jedoch die persönlichen Probleme des Starspielers Dwight Gooden. Am 13. Dezember 1986 wurde er nach einem Streit mit der Polizei in Tampa in Haft genommen und es kamen Gerüchte auf, Gooden wäre drogenabhängig. Dies bestätigte sich im Spring Training 1987. Bei einer Kontrolle im März wurde der Konsum von Kokain nachgewiesen, worauf hin Gooden am 2. April 1987 eine Entziehungskur in einer Rehabilitationsklinik in New York, dem Smithers Center for Alcoholism and Drug Treatment startete. Er wurde nach 27 Tagen aus der Klinik entlassen. Hierdurch verpasste er gut ein Drittel der Saison und konnte erst am 5. Juni sein erstes Spiel bestreiten.
Unabhängig davon waren die Mets nah dran, die Playoffs 1987 zu erreichen. Am Ende allerdings musste man sich in der Division mit drei Spielen Rückstand den St. Louis Cardinals geschlagen geben.
1988 konnten die Mets dann wieder die Qualifikation zur Postseason erlangen. Mit einer Siegquote von 62,5 % gewann man die Division vor den Pirates. Gegner in der National League Championship Series waren die Los Angeles Dodgers. In der regulären Saison konnten die Mets die Dodgers in elf Partien zehn Mal schlagen, was das Team aus New York zum klaren Favoriten machte. Doch die Dodgers warfen die Mets in sieben Spielen aus den Playoffs. Die entscheidende letzte Partie der Serie am 12. Oktober ging mit 6:0 klar an die Dodgers.
In den folgenden beiden Spielzeiten erreichten die Mets die Playoffs zwar nicht mehr, doch blieben sie immer nur knapp hinter dem Divisionssieger auf Platz zwei. Zum Erreichen der Postseason fehlten 1989 sechs Siege auf die Cubs und 1990 vier auf die Pirates.

### 1991–1995: Das schlechteste Team, das man mit Geld kaufen kann
Ab der Saison 1991 rutschten die Mets sportlich ab, was unter anderem daran lag, dass weitere wichtige Spieler den Club verließen. So wechselte unter anderem Darryl Strawberry zu den L.A. Dodgers.
In der Folge versuchten die Mets die seit dem Titel 1986 vorhandene Abwanderungswelle durch den Zukauf erfahrener Superstars auszugleichen. Sie verpflichteten gestandene Spieler wie Eddie Murray, Bobby Bonilla, Bret Saberhagen oder Frank Tanana. Die großen finanziellen Investitionen zahlten sich allerdings nie aus. Zum einen verbrachten Stammkräfte wie Saberhagen oder Coleman einen Großteil der Saison auf der Disabled List, nachdem sie sich früh in der Saison verletzten. Zum anderen waren Anfang 1991 die Spieler Coleman, Godden und Boston in einen Fall von sexuellem Missbrauch einer Frau nahe dem Frühjahrs-Trainingsgelände der Mets verwickelt. Schließlich wurden die Anklagen zwar mangels Beweisen fallengelassen, doch die sportliche Leistung wurde durch die Unruhe negativ beeinflusst.
Nachdem man nach der ersten Saisonhälfte noch knapp hinter den Pirates lag, blieben die Erfolge in der zweiten Hälfte aus und die Mets rutschten bis auf Platz fünf der Division ab und hatten zum Ende der regulären Saison 20½ Spiele Rückstand auf die Pittsburgher. Auch die Spielzeit 1992 beendeten die Mets wieder auf Platz 5 der Division, diesmal 24 Spiele hinter den Pirates.
Den sportlichen Tiefpunkt aufgrund der Einkaufspolitik erreichten die Mets in der Saison 1993, als sie 103 Spiele verloren. Es war das schlechteste Ergebnis seit der Anfangszeit in den 1960er Jahren. Die ganze Geschichte wird von Bob Klapisch und John Harper in dem Buch The Worst Team Money Could Buy: The Collapse Of The New York Mets analysiert.
1994 konnten die Mets sich dann wieder etwas fangen und beendeten die Saison an dritter Stelle hinter Montreal und Philadelphia, ein Jahr später wurden sie gar Zweiter hinter Atlanta.

### 1996–2004: Piazza, Bobby V, und die Subway Series
Nachdem die Mets 1996 noch deutlich die Playoffs verpassten, konnten sie sich 1997 um 17 Spiele verbessern und lagen am Ende der Saison nur vier Spiele hinter dem Divisionssieger. 1998 konnten sich die Mets dann die Dienste des Catchers Mike Piazza sichern. Doch das Erreichen der Playoffs gelang den Mets zum wiederholten Male nicht. Die Mets verpflichteten weitere gute Spieler, wie Armando Benítez, John Olerud und erneut Bobby Bonilla.
Die Saison 1999 begann gut für die Mets, doch Bobby Bonilla war nicht der große Spieler, für den die Mets ihn hielten. Nach zwei Niederlagen gegen die New York Yankees wurde das gesamte Trainerteam gefeuert und die Mets schlugen die Yankees am selben Tag mit 7:2. Am Ende der Saison mussten die Mets in einem Ein-Spiel-Playoff gegen die Cincinnati Reds den Teilnehmer am Championship-Match der Division ausspielen. Al Leiter pitchte sein bestes Spiel im Trikot der Mets und ließ nur zwei Hits zu. Die Mets siegten 5:0 und zogen in die Playoffs ein. Im Championship-Match schlugen die Mets die Arizona Diamondbacks mit 3:1 und zogen erstmals seit 1988 in die Championship-Serie der National League ein, die sie mit 2:4 gegen die Atlanta Braves verloren.
In der Saison 2000 gelang es den Mets endlich wieder, die World Series zu erreichen. Nach einer starken Saison wurden in den Playoffs zuerst die San Francisco Giants und dann die St. Louis Cardinals geschlagen. Die World Series 2000 war ein Stadtduell zwischen den beiden New Yorker Teams, den Mets und den Yankees. Die Yankees gewannen diese so genannte Subway Series (deutsch: U-Bahn-Serie) mit 4:1. Allerdings waren alle Spiele sehr knapp, so dass die Mets insgesamt nur drei Runs weniger auf dem Konto hatten als die Yankees. Dies war die erste Finalserie seit 1956, die nur aus New Yorker Teams bestand, damals besiegten die Yankees die Brooklyn Dodgers.
In den Jahren 2001 bis 2004 wurden die Mets dann wieder schwächer und verfehlten die Playoffs zum Teil deutlich, allerdings konnte in dieser Zeit das Team deutlich verjüngt werden.

### 2005–2008: Weiterentwicklung, Leistungseinbrüche und die letzte Saison im Shea
Im Jahre 2005 begannen die Planungen der Mets, nach dem Vorbild der Yankees einen eigenen Fernsehsender zur Vermarktung und Übertragung der Spiele aufzubauen. Im Jahr 2006 ging die Fernsehstation dann erstmals auf Sendung. Zudem wurde am 12. Juni 2005 angekündigt, einen neuen Ballpark für die Mets in Queens auf dem Parkplatz des Shea Stadiums im Flushing Meadows Park zu errichten. Die Baukosten für das neue Stadion wurden von den Mets getragen, wohingegen die Stadt die Infrastruktur finanzierte.
Dies alles war zudem gekoppelt mit dem Ziel, das Team sportlich deutlich nach vorne zu bringen. So konnten sich die Mets die Dienste von Spielern wie Pedro Martínez, Carlos Beltrán, Cliff Floyd und David Wright sichern und beendeten in der Saison 2005 erstmals seit 2001 die Division als Spitzenreiter.

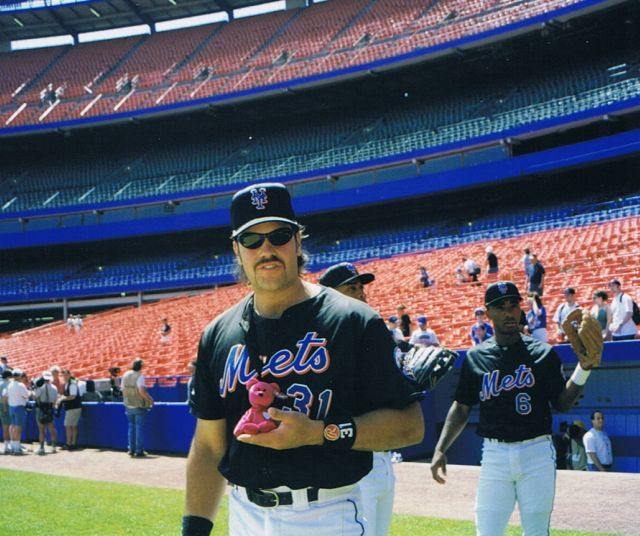
Mike Piazza spielte sieben Jahre bei den Mets

Nach der Saison 2005 wurde Mike Piazza zu den San Diego Padres getradet, was dem Club finanziell einige Freiheiten gewährte, da Piazza 16 Millionen US-Dollar pro Saison verdiente. Infolge der finanziellen Möglichkeiten wurden mit Carlos Delgado, Paul Lo Duca und Billy Wagner neue, herausragende Spieler verpflichtet.
In der Saison 2006 galten die Mets nicht nur als der Topfavorit auf den National-League-Titel, sondern wurden auch als heißester Anwärter auf die World Series 2006 gehandelt. Erklärtes Ziel der Vereinsführung war es, die New York Yankees als Topteam in New York abzulösen. Die Mets gewannen am 18. September 2006 bereits vorzeitig die National League East und zogen als erstes Team der MLB in die Playoffs ein. Es war der erste NL East Titel seit 1988. In der Division Series bekamen es die Mets mit den Los Angeles Dodgers zu tun, die sie mit einem deutlichen Sweep aus dem Wettbewerb warfen. In der League Championship Series trafen die Mets im Duell um den Einzug in die World Series 2006 auf die St. Louis Cardinals, denen sie im Best of seven Modus knapp mit 3:4 unterlagen.

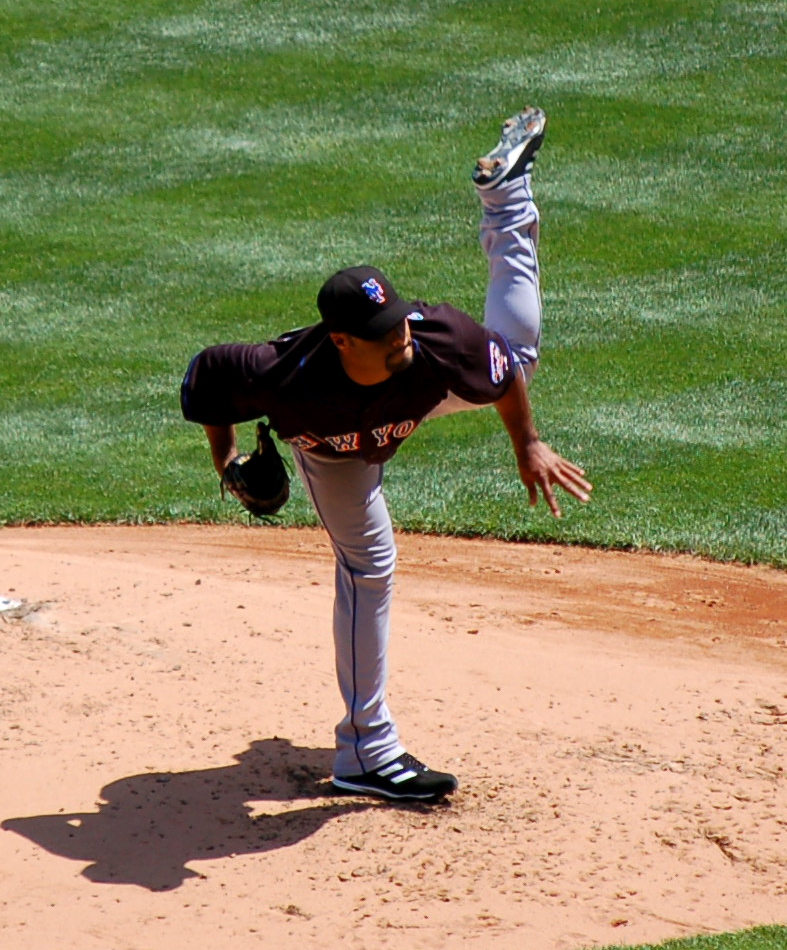
2008 neu verpflichteter Starting Pitcher Johan Santana beim Pitch

Die Saison 2007 verlief für die Mets zwiespältig. Von Mai bis zum drittletzten Spieltag hatten sie die Führung in der National League East inne. Am 12. September 2007 hatten sie eine Führung von 7 Spielen auf die Phillies. Von den folgenden 17 Spielen gewannen sie jedoch nur 5 und am drittletzten Spieltag wurden sie von den Phillies überholt. Am 29. September, dem zweitletzten Spieltag holten sie die Phillies durch einen Sieg gegen die Florida Marlins noch einmal ein und gingen so auf einem geteilten ersten Platz in den letzten Spieltag. An diesem verloren die Mets gegen die Florida Marlins mit 1:8, wobei sie im ersten Inning 7 Runs zuließen. Die Phillies hingegen gewannen und die Mets verpassten die Playoffs. Es war das erste Mal, dass ein Team eine Sieben-Spiele-Führung am 12. September aus der Hand gab.
Für die Saison 2008, der letzten im Shea Stadium, verpflichteten die Mets den zweimaligen Cy-Young-Award-Gewinner Johan Santana im Tausch für vier Minor-League Spieler von den Minnesota Twins. Der Pitcher Santana erhielt einen Vertrag für sechs Spielzeiten. Am 17. Juni 2008 wurden, auch aufgrund der ständigen Rufe der Fans, der Manager Willie Randolph, sowie der „pitching coach“ und der „first base coach“ entlassen, nachdem die Mets eine durchwachsene erste Hälfte der Regular Season gespielt hatten.
Am 27. September 2008 sicherten sich die späteren Sieger der World Series 2008, die Phillies, zum zweiten Mal in Folge den Sieg in der National League East und damit den Einzug in die Playoffs. Die Hoffnung der Mets, über die Wild Card in die Playoffs einzuziehen erfüllte sich nicht, da sie im entscheidenden Spiel mit 2–4 im heimischen Stadion gegen die Marlins verloren. Zeitgleich gewannen die späteren Wild Card Gewinner der National League, die Milwaukee Brewers, gegen die Chicago Cubs mit 3–1. Die Mets ließen sich dementsprechend zum zweiten Mal in Folge kurz vor Ende der Saison einholen und verpassten die Play-offs.

### 2009–2014: Die neue Heimat

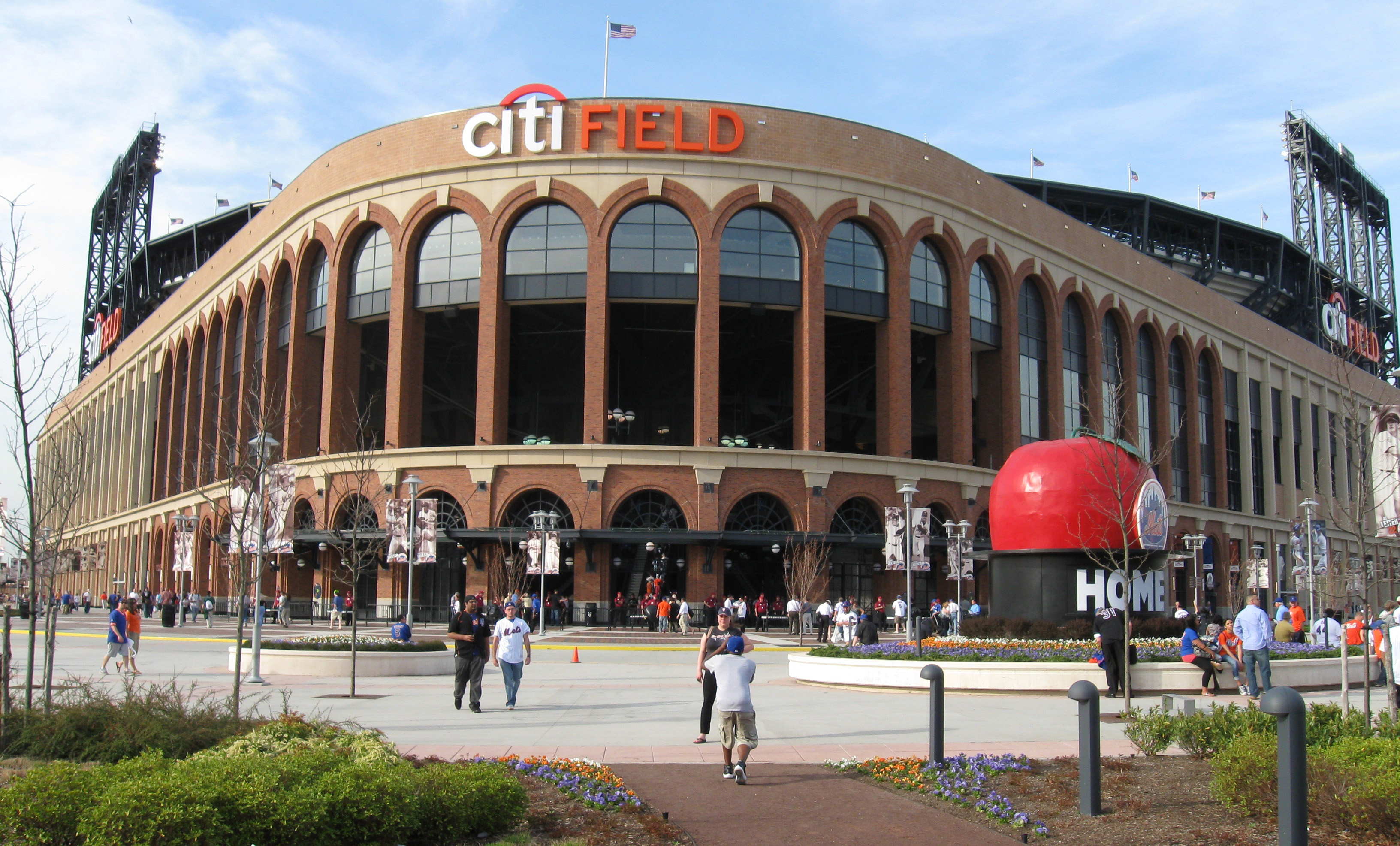
Das Citi Field, die neue Heimat der Mets

Zur Saison 2009 verpflichteten die Mets zur Verstärkung ihres Bullpens den Free Agent Francisco Rodríguez, der einen Dreijahresvertrag über 37 Mio. US-$ erhielt. Zudem kam J. J. Putz von den San Diego Padres. Dieser enttäuschte aber im Saisonverlauf, so dass die Mets ihre Option für 2010 nicht zogen und Putz den Club wieder verlassen musste.
Zu Saisonbeginn wurde der vier Jahre zuvor geplante neue Ballpark Citi Field eröffnet. Die Eröffnung fand am 13. April 2009 anlässlich des Spiels gegen die San Diego Padres statt. Die Mets verloren mit 5:6. Zwei Tage später konnte das Team seinen ersten Sieg, ebenfalls gegen die Padres, im neuen Stadion feiern.
Sportlich war die Spielzeit 2009 eine große Enttäuschung. Alle Hoffnungen auf eine erfolgreiche Saison wurden von ungewöhnlich vielen Verletzungen wichtiger Leistungsträger zerstört. So musste zum Beispiel Starting Pitcher Johan Santana bereits im August die Saison aufgrund einer Verletzung am Ellenbogen beenden.
Insgesamt mussten die Mets 2009 19 Spieler auf die Disabled List setzen, darunter auch sehr viele wichtige Akteure wie David Wright, John Maine, Billy Wagner, Carlos Delgado, Ramon Martinez, Carlos Beltrán, und Fernando Martinez.
Am Ende der Regular Season erreichten die Mets mit 23 Siegen Rückstand auf den Sieger, die Philadelphia Phillies, nur Platz 4 in der National League East. 70 Siegen standen 92 Niederlagen gegenüber, was eine schwache Quote von nur 42,3 % bedeutete.
Zur Saison 2010 sicherten sich die Mets die Dienste des dreimaligen All-Stars Jason Bay, der in New York einen auf 66 Millionen US-Dollar dotierten Vierjahresvertrag unterschrieb. Die Mets starteten stark in die neue Saison. Ende April führten sie die Division mit 14-9 Siegen vor den Washington Nationals an. Im Mai und Juni zeigten das Team dann stark schwankende Leistungen und fand sich zum All-Star Break am 11. Juli mit 4 Spielen Rückstand auf Platz zwei wieder. Zu diesem Zeitpunkt waren die Mets mit dem Rivalen aus Philadelphia noch gleichauf. Dies änderte sich allerdings bis Ende August. Vor allem auswärts verlor das Team regelmäßig und konnte bis Mitte August keine zwei aufeinanderfolgenden Spiele mehr gewinnen. Zu Beginn des Septembers hatten die Mets bereits einen aussichtslosen Rückstand von 12 Spielen auf die zu diesem Zeitpunkt führenden Braves. Bis zum Ende der Regular Season vergrößerte sich der Abstand zu den am Ende in der Division noch siegreichen Phillies auf 18 Spiele.
Danach hielten sich die Mets bis 2014 immer in der Mitte ihrer Tabelle. Dort erreichten sie dann den 2. Tabellenplatz, allerdings ohne dass dieser bei ihrer Anzahl von Siegen zu einem Platz in der Post Season gereicht hätte.

### Seit 2015: kurzfristige Rückkehr an die Spitze und neuer Eigentümer

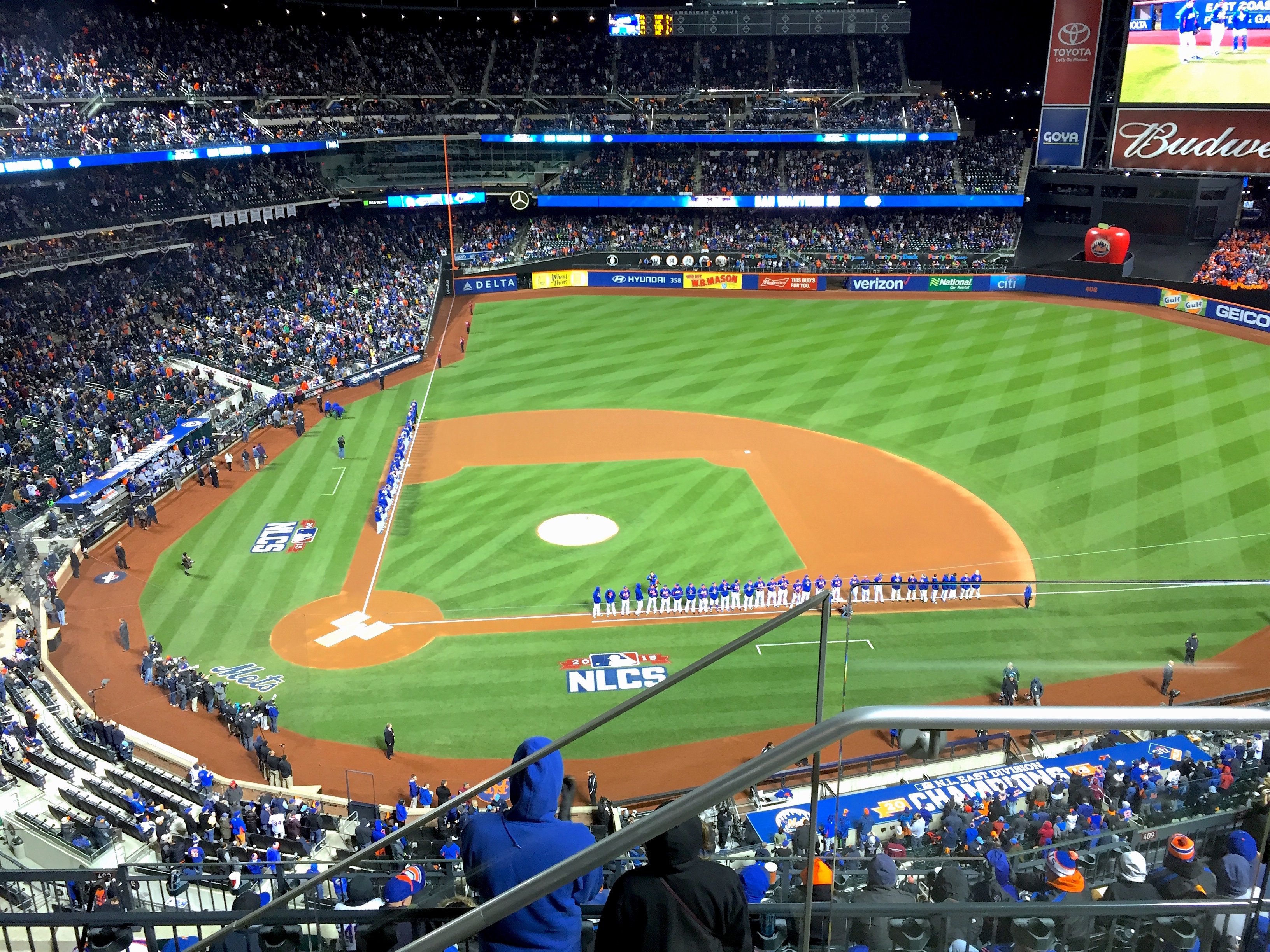
Das Citi Field vor Spiel 1 der NLCS 2015 gegen die Chicago Cubs

In der Saison 2015 spielten die Mets seit längerem wieder stark auf. Sie gewannen die East Division mit 90:72 Siegen und sieben Siegen Vorsprung vor den Washington Nationals. In der National League Division Series 2015 trafen die Mets auf die in der Regular Season erfolgreicheren Los Angeles Dodgers. Spiel 1 konnte Auswärts gewonnen werden. Nach dem Ausgleich der Serie durch die Dodgers gewannen die Mets ein punktreiches Spiel 3 im heimischen Ballpark mit 13:7. Doch die Dodgers holten sich den Heimvorteil durch einen Auswärtssieg in Spiel 4 zurück. Bei der entscheidenden Partie am 15. Oktober im Dodger Stadium gingen die Mets knapp mit 3:2 als Sieger vom Feld. Winning Pitcher war Jacob deGrom, der im Vorjahr zum Rookie of the Year der National League gekürt wurde. In der National League Championship Series hatten die Mets aufgrund der besseren Ergebnisse der Saison Heimrecht gegen die Chicago Cubs. In allen vier Partien der Serie gelang ihnen gleich im ersten Inning mindestens ein Run und so konnten die Cubs den Mets über den Verlauf der Serie nie wirklich gefährlich werden. Die Mets sweepten das Team aus Chicago und qualifizierten sich erstmals seit 2006 wieder für die World Series.
Gegner in der World Series 2015 waren die Kansas City Royals, die, nachdem sie das erfolgreichste Team der Regular Season in der American League waren, in der Post Season die Houston Astros und die Toronto Blue Jays auf dem Weg ins Finale bezwangen. Spiel 1 im Kauffman Stadium ging über 14 Innings und dauerte über 5 Stunden. Die Mets verloren knapp mit 4:5. Spiel zwei ging deutlich mit 7:1 ebenfalls an die Royals. Beim ersten Heimspiel waren dann die Mets mit 9:3 erfolgreich, verloren aber anschließend zwei Heimspiele am Stück und verloren somit die Serie am Ende mit 1:4. Für die Mets war es bereits die vierte World Series, in der sie das Nachsehen hatten. Allerdings war man in New York mit der Saison 2015 in Summe sehr zufrieden.
Vor der Saison 2016 wurde Closer Jenrry Mejía zum dritten Mal positiv auf den Missbrauch von anabolen Steroiden getestet. Aufgrund der 2014 verschärften Sanktionen für solche Vergehen wurde der Spieler am 12. Februar 2016 von der MLB als erster Spieler aufgrund dieser Regelung lebenslang gesperrt. Mejía war bereits in der Vorsaison aufgrund des zweiten Vergehens gesperrt. Auf die Position des Closers rückte der zuvor als setup man eingesetzte Jeurys Familia. Die Mets starteten ausgeglichen in die Saison, gewannen aber dann neun der zehn Spiele Ende April und lagen somit zu diesem Zeitpunkt knapp hinter den in der Division führenden Washington Nationals. Herauszustellen war zu Beginn der Saison der junge Starting Pitcher Steven Matz, der nach einer Niederlage zu Saisonbeginn in der Folge sieben Wins in Serie erreichte. Bis Ende Juli 2016 verloren die Mets sukzessive Boden auf die Nationals und konnten sich zum Ende der Regular Season mit einem Spielen Vorsprung vor den St. Louis Cardinals eine Wild Card sichern. Das National League Wild Card Playoff 2016 verloren die Mets gegen die San Francisco Giants knapp mit 4:5, wobei die Mets vor dem letzten Inning noch 4:2 in Front lagen.
Vor der Saison 2017 wurden unter anderem Bartolo Colón und Yoenis Céspedes in den Free Agent Status entlassen. Während man Céspedes mit einem neuen Vertrag ausstattete, fand Colón mit den Atlanta Braves einen neuen Arbeitgeber. Sportlich verlief die Saison enttäuschend. Die Mets gewannen nur 43,2 % der Spiele und landeten letztendlich 27 Spiele hinter den dominanten Nationals auf dem vorletzten Rang der NL East. Auch 2018 beendeten die Mets die Spielzeit auf dem vierten Platz der Division und lagen 13 Spielen hinter den Braves.
2019 verzeichneten die Mets wieder eine positive Siegquote (53,1 %) und verpassten am Ende das National League Wild Card Playoff 2019 um drei Siege. Erstmals seit dem Titel von Jacob deGrom 2014 stellten die Mets mit Pete Alonso wieder den NL Rookie of the Year. Alonso, der in seiner ersten Spielzeit direkt Stammspieler als First Baseman war, konnte mit 53 Home Runs als Rookie den bisherigen Rekordhalter Aaron Judge (52) in dieser Statistik ablösen.
Während die Saison 2020 aufgrund der COVID-19-Pandemie in den Vereinigten Staaten noch nicht starten konnte, wurden Berichte über einen Inhaberwechsel der Mets lauter. Bereits im Februar scheiterte Hedgefonds-Manager Steve Cohen bei dem Versuch, den aktuellen Inhabern Fred und Jeff Wilpon 80 % der Anteile an den finanziell defizitär agierenden Mets abzukaufen. Im Mai 2020 wurde bekannt, dass die Sängerin und Schauspielerin Jennifer Lopez und ihr Ehemann, der ehemalige Baseballspieler Alex Rodriguez, unter Beteiligung der Investmentbank JP Morgan mit den Wilpons über einen Kauf der Mets verhandeln. Auch die Investoren Josh Harris, Mitbegründer von Apollo Global Management und David Blitzer, Executive bei Blackstone, stiegen in Verkaufsverhandlungen ein. Diese sind bereits Mitbesitzer der Philadelphia 76ers in der NBA und der New Jersey Devils in der NHL. Am 14. August 2020 wurde bekanntgegeben, dass letztendlich doch Steve Cohen den Zuschlag bekommen hatte und die Mets für rund 2,4 Milliarden US-Dollar übernehmen würde. Sportlich war die Spielzeit der Mets erneut enttäuschend. Zum Ende der aufgrund der COVID-19-Pandemie stark verkürzten Regular Season waren die Mets Schlusslicht in ihrer Division und verpassten die Play-offs deutlich.
Vor der Saison 2021 konnten die Mets mit Francisco Lindor einen der besten und erfolgreichsten Shortstops der letzten Jahre verpflichten. Lindor kam in einem Trade von den Cleveland Indians, die im Gegenzug Amed Rosario, Andrés Giménez und die beiden Talente Josh Wolf und Isaiah Greene erhielten. Im März 2021 einigten sich die Mets mit Lindor auf einen Vertragsverlängerung um 10 Jahre mit einem Volumen von 341 Millionen US-Dollar, so dass der Spieler nun bis 2031 an das Team gebunden ist.

## Maskottchen

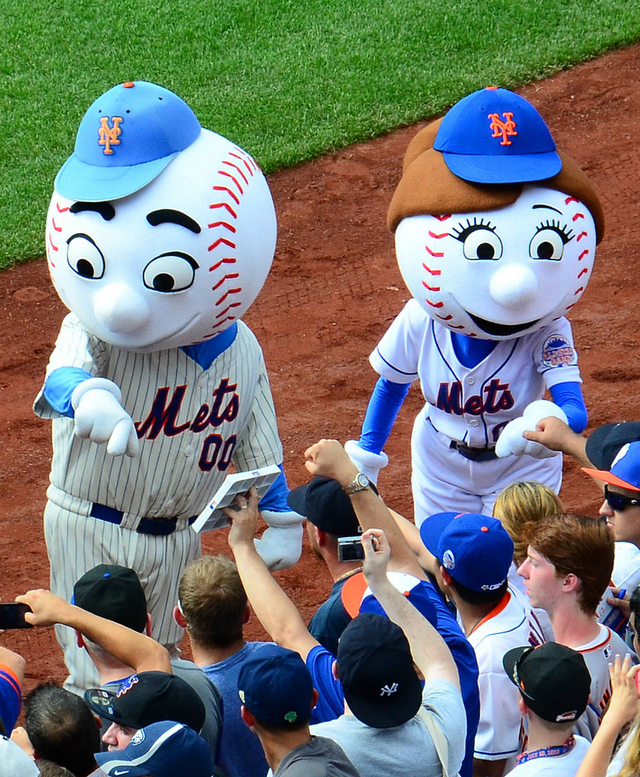
Mr. und Mrs. Met im Jahr 2013 im Citi Field.

Mr. Met ist das bekanntere der beiden Maskottchen der New York Mets. Es handelt sich um einen Baseballspieler im Trikot der Mets mit der Trikotnummer 00, der einen großen Baseball an Stelle des Kopfes hat. Ab 1963 wurde das Maskottchen zunächst nur als Zeichnung auf Programmen, Jahrbüchern und Scorecards präsentiert.
Als die Mets ins Shea Stadium zogen, wurde Mr. Met erstmals durch eine kostümierte Person dargestellt. Ab Mitte der 1970er Jahre trat Mr. Met nicht mehr auf und wurde erst im Jahr 1992 wieder als Maskottchen eingeführt. Im Laufe der Jahre wurde Mr. Met von diversen Personen dargestellt. Der erste Darsteller war Dan Reilly, der im Jahr 2007 sein Buch The Original Mr. Met Remembers: When the Miracle Began veröffentlicht hat, indem der ehemalige Ticketverkäufer der Mets Einblick in die Zeit rund um den ersten World Series Sieg der Mets gibt.
Mr. Met tritt häufig als Werbeträger auf. Bei Übertragungen der Spiele sieht man ihn regelmäßig in Werbespots der Citigroup, dem Namensgeber des Stadions.
2007 wurde Mr. Met in die 2005 gegründete Mascot Hall of Fame aufgenommen.
Neben Mr. Met gibt es auch das weibliche Pendant Mrs. Met, die bereits seit den 1960er Jahren, damals noch als Lady Met bezeichnet, offizielles Maskottchen der New Yorker ist. Etwa zeitgleich mit Mr. Met wurde Anfang der 1970er auch Mrs. Met durch eine kostümierte Person bei Heimspielen dargestellt. Zu dieser Zeit wurde auch die Bezeichnung von Lady Met in Mrs. Met geändert.
Während Mr. Met Anfang der 1990er Jahre wieder in Erscheinung trat, war Mrs. Met erst im Jahr 2000 in einer Werbung für eine ESPN Sendung wieder zu sehen. Als Maskottchen im Stadion kehrte Mrs. Met beim MLB All-Star Game 2013 im Citi Field zurück. Mrs. Met trägt ebenfalls die Trikotnummer 00.
Während der Saison 2003 trug Tony Clark als erster Spieler der Mets die Nummer 00 auf dem Jersey. Mitte der Saison wechselte er zur Trikotnummer 52.

## Homerun Apple
Wenn die Mets-Spieler einen Homerun im Shea Stadium schlugen, wurde ein großer roter Apfel, der mit dem Mets-Logo versehen ist, hinter dem rechten Centerfield nach oben gezogen und manchmal mit einem Feuerwerk kombiniert. Dieser sogenannte Homerun Apple besteht hauptsächlich aus Fiberglas, wurde 1980 installiert und war bis zur letzten Mets Saison im Shea 2008 aktiv. Als der Umzug ins neue Citi Field anstand entbrannte eine Debatte, wie mit dem traditionellen Apfel umgegangen werden sollte. Bilder aus 2008 zeigen den ramponierten Zustand des Homerun Apple zum Ende der Zeit im Shea. Man entschied sich, im Citi Field einen neuen Apfel zu installierten, der größer als der alte ist. Zudem besitzt der neue Apfel eine LED-Beleuchtung, um das Mets-Logo beim Präsentieren hervorzuheben, und er ist fast doppelt so groß und doppelt so schwer wie das Original.
Einige Mets-Fans schlossen sich dennoch zusammen und starteten eine Petition, um für den Erhalt des Ursprungsapfels zu kämpfen. Sie forderten:

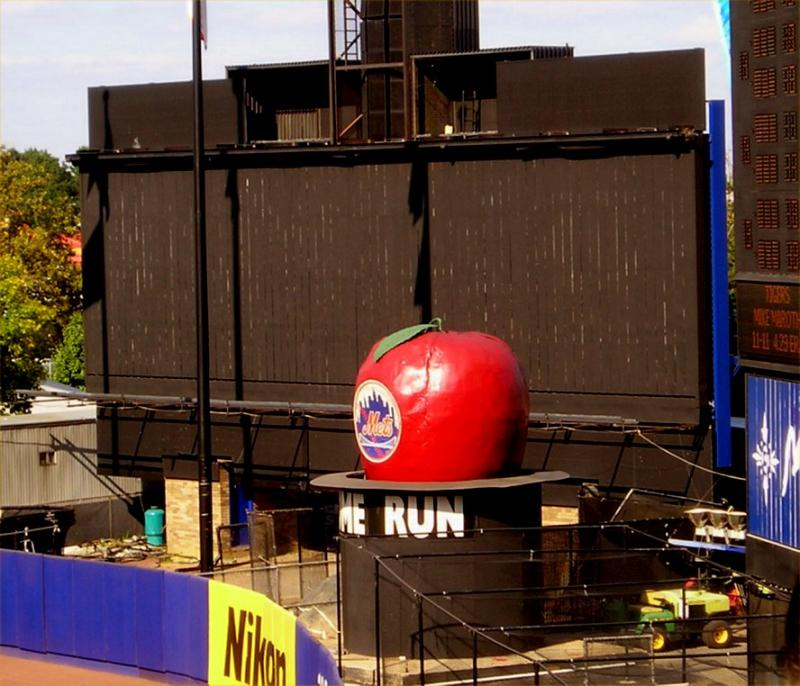
Der alte Apfel im Shea
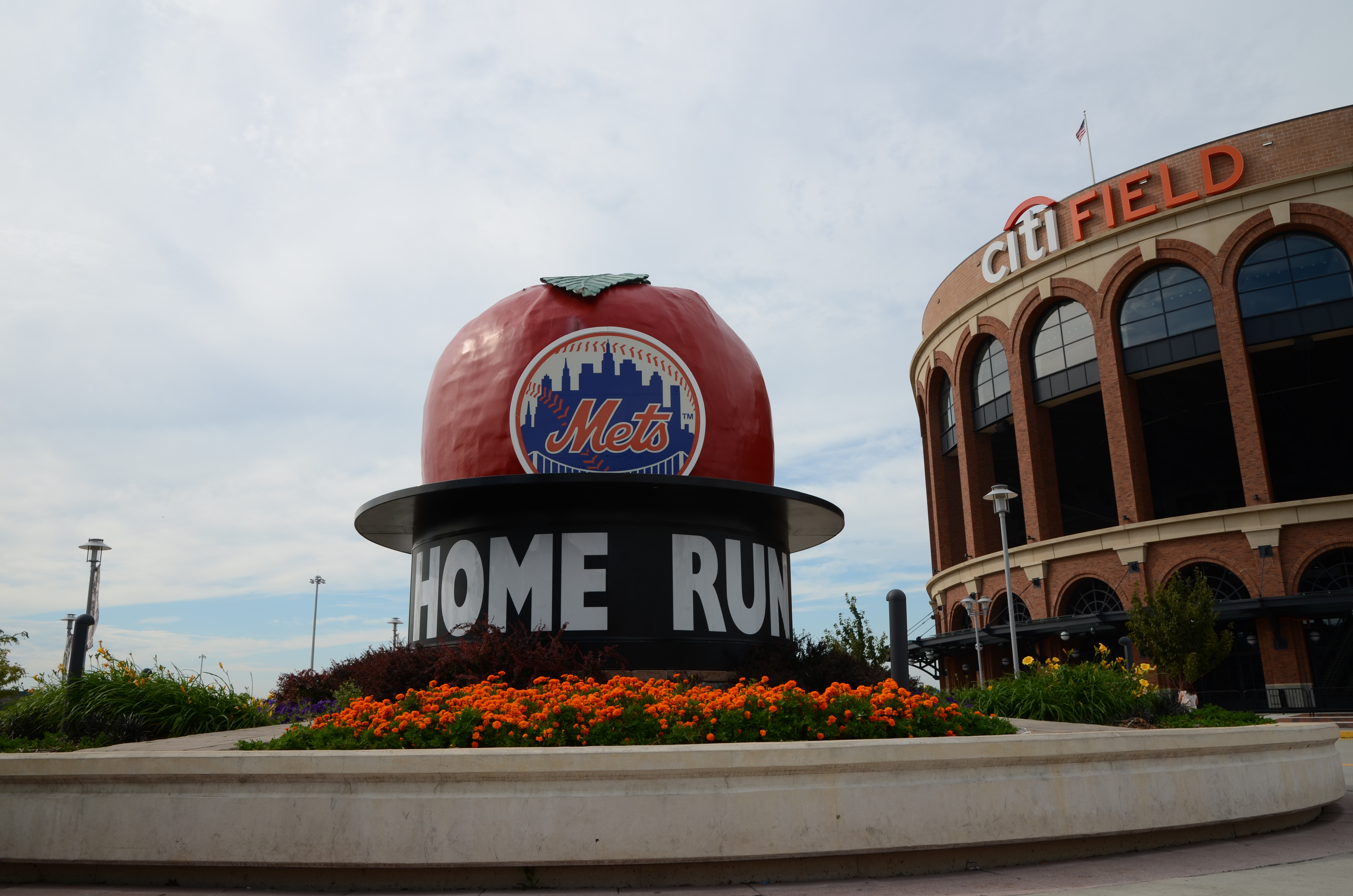
Der alte Apfel steht nun vor dem Citi Field
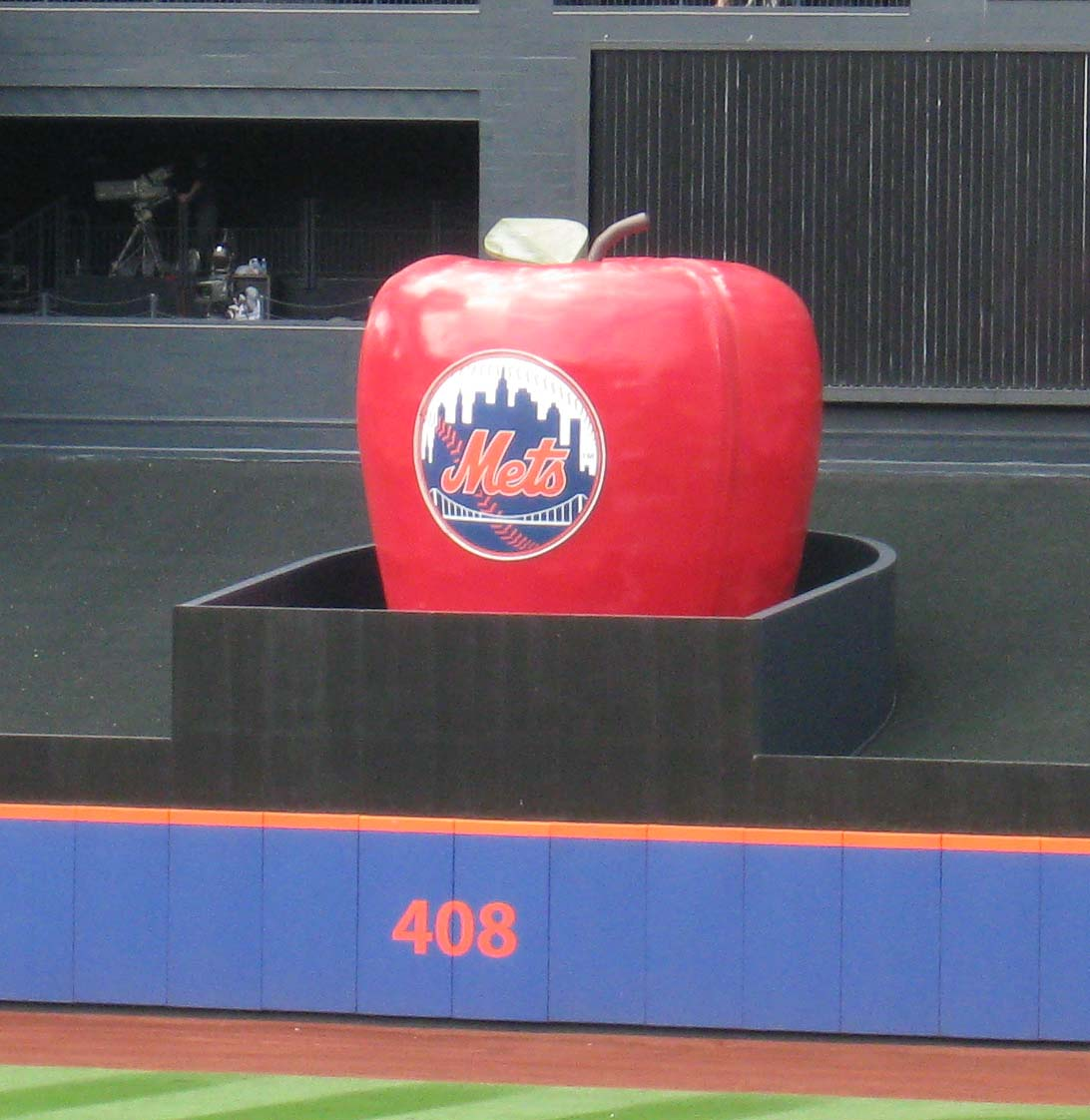
Der neue Apfel im Citi Field

“When the Mets move into Citi Field in 2009, the Apple must move with them. We don't want to see a new Apple, an updated Apple, or a modernized Apple. We don't want to see a replica Apple. We don't even want to see a cleaned up and repaired Apple. We want to see the same lumpy, grimy, dented, beat up Apple that’s been sitting behind the center field wall in Shea Stadium for 27 years. It may be an ugly 80's relic, but it’s our ugly 80's relic, and we want it to stay.”

„Wenn die Mets 2009 ins Citi Field umziehen, muss der Apfel mit ihnen umziehen. Wir wollen keinen neuen Apfel, keinen aktualisierten Apfel oder modernisierten Apfel sehen. Wir wollen keine Apfelreplik sehen. Wir wollen nicht mal einen gereinigten und reparierten Apfel sehen. Wir wollen den gleichen klumpigen, schmierigen, verbeulten, zusammengehauenen Apfel sehen, der seit 27 Jahren hinter der Center Field Wall im Shea Stadium steht. Er mag ein hässliches Relikt der 80er sein, aber er ist unser hässliches Relikt der 80er und wir wollen, dass er bleibt.“

Auch wenn die Forderung der Gruppe keinen Erfolg hatte und der neue wie geplant im Citi Field installiert wurde, so zog der alte Apfel schließlich doch aus dem Shea Stadium zum neuen Ballpark, wo er nun direkt vor dem Stadion platziert ist.
Im Juli 2009 versagte der neue Homerun Apple nach einem Homerun von Fernando Tatís und das Publikum begannen mit lauten „We want apple!“-Gesängen gefolgt von Buhrufen. Später berichtete Tatis, er hatte gar nicht gewusst, warum die Fans buhten, obwohl er doch gerade einen Homerun für die Mets geschlagen hatte. Später erklärte ein Mets-Verantwortlicher, der Apfel sei nicht kaputt gewesen, er brauche nur gut zweieinhalb Minuten um nach einem Homerun wieder einsatzbereit zu sein. Da Brian Schneider unmittelbar vor Tatis Erfolg ebenfalls einen Homerun geschlagen hatte, war der Apfel noch nicht bereit gewesen für einen Neustart.
In Spiel 1 der NLCS 2015 am 17. Oktober 2015 gegen die Chicago Cubs traf Travis d’Arnaud bei seinem Homerun den Apfel, der daraufhin in Spiel 2 der Serie mit einem großen Pflaster an der Stelle versehen war, wo d'Arnaud traf.

## Wissenswertes
- Den ersten Homerun in der Geschichte der Mets schlug Gil Hodges am 11. April 1962 in St. Louis.
- Die World-Series-Gewinner von 1969 nahmen ein Album auf, auf dem die Spieler sangen. Unter anderem enthält der Tonträger auch den Song „You Gotta Have Heart“ aus dem Musical Damn Yankees.
- Von 1962 bis Mai 2012 konnte kein Pitcher der Mets einen No-Hitter werfen, sprich kein Werfer konnte neun Innings ohne gegnerischen Hit pitchen. Diese lange Serie wurde am 1. Juni 2012 durch Johan Santana beendet, dem der erste No-Hitter für die Mets bei einem 8:0-Sieg über die St. Louis Cardinals gelang. Santana erreichte acht Strikeouts und fünf Walks in diesem Spiel. Zuvor waren zwei Pitcher nah am No-Hitter oder gar am perfekten Spiel.
  - Am 9. Juli 1969 war Pitcher Tom Seaver nur noch zwei Outs von einem Perfect Game entfernt. Doch der Gegner, die Chicago Cubs kamen durch Jimmy Qualls noch zu einem Single. Die Mets gewannen 4:0.
  - Am 29. September 2007 war John Maine nur fünf Outs von einem No-Hitter entfernt, als ein Ground Ball den No-Hitter zunichtemachte. Die Mets gewannen dieses Spiel.
  - Die Mets selber mussten sechs Mal ein Spiel ohne eigenen Hit hinnehmen.
- Die Mets erreichten fünf Mal die World Series, öfter als jedes andere neu zur MLB gestoßene Team (Expansion Team). Sie konnten die Meisterschaft zwei Mal gewinnen und sind damit gleichauf mit den Toronto Blue Jays and Florida Marlins in der Kategorie „Die meisten Meisterschaften eines Expansion Teams“. Zudem waren sie 1969 das erste Expansion Team überhaupt, dass die World Series gewinnen konnte.
- Die Mets von 2006 waren das erste Team in der Geschichte der MLB, das acht Auswärtsspiele in Folge gewinnen und in jedem dieser Spiele im ersten Inning punkten konnte.
- Am 29. April 2016 konnten die Mets einen Vereinsrekord aufstellen, indem sie zwölf Runs in einem Inning erzielen konnten. Dies geschah im 3. Inning gegen die San Francisco Giants. Unter anderem gelangen Yoenis Cespedes sechs RBIs in diesem Inning, ebenfalls ein Rekord bei den Mets. Das Inning dauerte über 39 Minuten.
- Die Erzrivalen der Mets sind: die New York Yankees, die Atlanta Braves und die Philadelphia Phillies.
- Die Mets sind eines der drei Teams, die noch nie in der Geschichte des Franchise den MVP der Regular Season stellen konnten.
- es gibt bzw. gab diverse Prominente, die sich öffentlich als Fans der Mets bekannt haben, unter anderem:
  - Dylan O’Brien, ein bekannter US-amerikanischer Schauspieler
  - Kevin James, der Doug Heffernan in der Serie King of Queens spielt
  - Jerry Seinfeld, ein US-amerikanischer Schauspieler, Comedian und Autor
  - Talk- und Gameshowmaster Jimmy Kimmel
  - der mittlerweile verstorbene Charakterdarsteller Philip Seymour Hoffman
  - die zweifache Oscar- sowie Golden-Globe-Preisträgerin Hilary Swank
  - Cyndi Lauper, eine bekannte Sängerin und Songschreiberin
  - der 37. Präsident der Vereinigten Staaten Richard Nixon
  - George H. W. Bush, der 41. Präsident der Vereinigten Staaten

## Spieler

### Mitglieder der Baseball Hall of Fame
Insgesamt waren elf Spieler und Manager, welche Mitglieder der Baseball Hall of Fame in Cooperstown sind, bei den Mets aktiv. Allerdings sind nur zwei Spieler mit den Farben der Mets in der Hall of Fame vertreten.

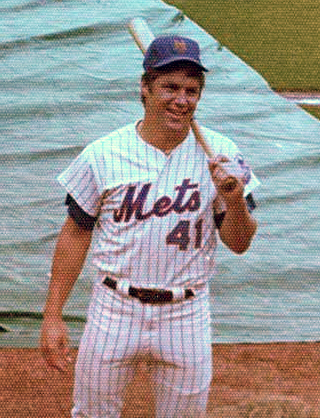
Tom Seaver war 1992 der erste und bis 2016 der einzige Spieler, der für die Mets in die Hall of Fame aufgenommen wurde. Seit 1988 wird zudem seine Nummer 41 nicht mehr vergeben.

### Trikotnummern, die nicht mehr vergeben werden
| Gil Hodges seit 9.6.1973 | Dwight Gooden seit 14.4.2024 | Keith Hernandez seit 9.7.2022 | Darryl Strawberry seit 1.6.2024 | Willie Mays seit 27.8.2022 | Mike Piazza seit 30.7.2016 | Jerry Koosman seit 28.8.2021 | Casey Stengel seit 2.9.1965 | Tom Seaver seit 24.7.1988 | Ralph Kiner Broadcaster seit 31.3.2014 | Bob Murphy Broadcaster seit 5.4.2023 | William Shea Gönner der Mets seit 8.4.2008 | Jackie Robinson gesamte MLB seit 15.4.1997 |

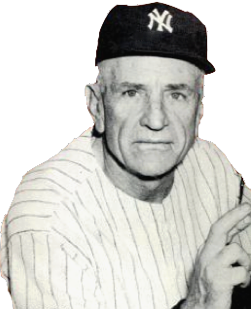
Casey Stengels Nr. 37 wird sowohl bei den Mets als auch beim großen Rivalen, den Yankees nicht mehr vergeben.

Am 8. April 2008, also zu Beginn der letzten Saison im Shea Stadium, wurde eine neue Plakette mit der Aufschrift Shea enthüllt. Diese soll sowohl den Gönner William Shea als auch das nach ihm benannte und mittlerweile abgerissene Stadion ehren. Die Plakette wurde nach dem Umzug von den Mets ins neue Citi Field mitgenommen.

### Aktueller Kader (40-Mann-Roster)
Bei Doubleheadern dürfen die Teams einen 27. Spieler in den aktiven Kader berufen.

## Statistiken und Rekorde
→ Zur näheren Erläuterung und Bedeutung im Baseballsport siehe Baseballstatistik

### Nach Jahren
Die Tabelle zeigt einen Überblick über alle Spielzeiten der Mets von deren Gründung 1962 bis hin zur letzten bereits beendeten Saison. Die farblichen Markierungen werden über der Tabelle erläutert.
| World Series Champions | National League Champions | Divisions Champions | Wild Card |

| Jahr | League | Division | Pos. (RS) | W   | L   | Siege (%) | GB     | Playoffs | Auszeichnungen                                             |
| ---- | ------ | -------- | --------- | --- | --- | --------- | ------ | --- | ---------------------------------------------------------- |
| 1962 | NL     | —        | 10        | 40  | 120 | 25,0      | 60,5   | — | —                                                          |
| 1963 | NL     | —        | 10        | 51  | 111 | 31,5      | 48     | — | —                                                          |
| 1964 | NL     | —        | 10        | 53  | 109 | 32,7      | 40     | — | —                                                          |
| 1965 | NL     | —        | 10        | 50  | 112 | 30,9      | 47     | — | —                                                          |
| 1966 | NL     | —        | 9         | 66  | 95  | 41,0      | 28,5   | — | —                                                          |
| 1967 | NL     | —        | 10        | 61  | 101 | 37,7      | 40,5   | — | Tom Seaver (ROY)                                           |
| 1968 | NL     | —        | 9         | 73  | 89  | 45,1      | 24     | — | —                                                          |
| 1969 | NL     | East     | 1         | 100 | 62  | 61,7      | 0      | NLCS gegen Atlanta Braves, 3:0 WS gegen Baltimore Orioles, 4:1                                                    | Tom Seaver (CYA) Tommie Agee (CPOY) Donn Clendenon (WSMVP) |
| 1970 | NL     | East     | 3         | 83  | 79  | 51,2      | 6      | 0 | —                                                          |
| 1971 | NL     | East     | 3         | 83  | 79  | 51,2      | 14     | — | —                                                          |
| 1972 | NL     | East     | 3         | 83  | 73  | 53,2      | 13,5   | — | Jon Matlack (ROY)                                          |
| 1973 | NL     | East     | 1         | 82  | 79  | 50,9      | 0      | NLCS gegen Cincinnati Reds, 3:2 WS gegen Oakland Athletics, 3:4                                                   | Tom Seaver (CYA)                                           |
| 1974 | NL     | East     | 5         | 71  | 91  | 43,8      | 17     | — | —                                                          |
| 1975 | NL     | East     | 3         | 82  | 80  | 50,6      | 10,5   | — | Tom Seaver (CYA)                                           |
| 1976 | NL     | East     | 3         | 86  | 76  | 53,1      | 15     | — | —                                                          |
| 1977 | NL     | East     | 6         | 64  | 98  | 39,5      | 37     | — | —                                                          |
| 1978 | NL     | East     | 6         | 66  | 96  | 40,7      | 24     | — | —                                                          |
| 1979 | NL     | East     | 6         | 63  | 99  | 38,9      | 35     | — | —                                                          |
| 1980 | NL     | East     | 5         | 67  | 95  | 41,4      | 24     | — | —                                                          |
| 1981 | NL     | East     | 5         | 41  | 62  | 39,8      | 18,5   | — | —                                                          |
| 1982 | NL     | East     | 6         | 65  | 97  | 40,1      | 27     | — | —                                                          |
| 1983 | NL     | East     | 6         | 68  | 94  | 42,0      | 22     | — | Darryl Strawberry (ROY)                                    |
| 1984 | NL     | East     | 2         | 90  | 72  | 55,6      | 6,5    | — | Dwight Gooden (ROY)                                        |
| 1985 | NL     | East     | 2         | 98  | 64  | 60,5      | 3      | — | Dwight Gooden (CYA)                                        |
| 1986 | NL     | East     | 1         | 108 | 54  | 66,7      | 0      | NLCS gegen Houston Astros, 4:2 WS gegen Boston Red Sox, 4:3                                                       | Ray Knight (CPOY), (WSMVP)                                 |
| 1987 | NL     | East     | 2         | 92  | 70  | 56,8      | 3      | — | —                                                          |
| 1988 | NL     | East     | 1         | 100 | 60  | 62,5      | 0      | NLCS gegen Los Angeles Dodgers, 3:4                                                                               | —                                                          |
| 1989 | NL     | East     | 2         | 87  | 75  | 53,7      | 6      | — | —                                                          |
| 1990 | NL     | East     | 2         | 91  | 71  | 56,2      | 4      | — | —                                                          |
| 1991 | NL     | East     | 5         | 77  | 84  | 47,8      | 20,5   | — | —                                                          |
| 1992 | NL     | East     | 5         | 72  | 90  | 44,4      | 24     | — | —                                                          |
| 1993 | NL     | East     | 7         | 59  | 103 | 36,4      | 38     | — | —                                                          |
| 1994 | NL     | East     | 3         | 55  | 58  | 48,7      | 18,5   | — | —                                                          |
| 1995 | NL     | East     | 2         | 69  | 75  | 47,9      | 21     | — | —                                                          |
| 1996 | NL     | East     | 4         | 71  | 91  | 43,8      | 25     | — | —                                                          |
| 1997 | NL     | East     | 3         | 88  | 74  | 54,3      | 13     | — | —                                                          |
| 1998 | NL     | East     | 2         | 88  | 74  | 54,3      | 18     | — | —                                                          |
| 1999 | NL     | East     | 2         | 97  | 66  | 59,5      | 6,5    | NLDS gegen Arizona Diamondbacks, 3:1 NLCS gegen Atlanta Braves, 2:4                                               | Rickey Henderson (CPOY)                                    |
| 2000 | NL     | East     | 2         | 94  | 68  | 58,0      | 1      | NLDS gegen San Francisco Giants, 3:1 NLCS gegen St. Louis Cardinals, 4:1 World Series gegen New York Yankees, 1:4 | —                                                          |
| 2001 | NL     | East     | 3         | 82  | 80  | 50,6      | 6      | — | —                                                          |
| 2002 | NL     | East     | 5         | 75  | 86  | 46,6      | 26,5   | — | —                                                          |
| 2003 | NL     | East     | 5         | 66  | 95  | 41,0      | 34,5   | — | —                                                          |
| 2004 | NL     | East     | 4         | 71  | 91  | 43,8      | 25     | — | —                                                          |
| 2005 | NL     | East     | 3         | 83  | 79  | 51,2      | 7      | — | —                                                          |
| 2006 | NL     | East     | 1         | 97  | 65  | 59,9      | 0      | NLDS gegen Los Angeles Dodgers, 3:0 NLCS gegen St. Louis Cardinals, 3:4                                           | —                                                          |
| 2007 | NL     | East     | 2         | 88  | 74  | 54,3      | 1      | — | —                                                          |
| 2008 | NL     | East     | 2         | 89  | 73  | 54,9      | 3      | — | —                                                          |
| 2009 | NL     | East     | 4         | 70  | 92  | 43,2      | 23     | — | —                                                          |
| 2010 | NL     | East     | 4         | 79  | 83  | 48,8      | 18     | — | —                                                          |
| 2011 | NL     | East     | 4         | 77  | 85  | 47,5      | 25     | — | —                                                          |
| 2012 | NL     | East     | 4         | 74  | 88  | 45,7      | 24     | — | —                                                          |
| 2013 | NL     | East     | 3         | 74  | 88  | 45,7      | 22     | — | —                                                          |
| 2014 | NL     | East     | 2         | 79  | 83  | 48,8      | 17     | — | —                                                          |
| 2015 | NL     | East     | 1         | 90  | 72  | 55,6      | —      | NLDS gegen Los Angeles Dodgers, 3:2 NLCS gegen Chicago Cubs, 4:0 World Series gegen Kansas City Royals, 1:4       | Matt Harvey (CPOY)                                         |
| 2016 | NL     | East     | 2         | 87  | 75  | 53,7      | 8      | NLWC gegen San Francisco Giants, 0:1                                                                              | —                                                          |
| 2017 | NL     | East     | 4         | 70  | 92  | 43,2      | 27     | — | —                                                          |
| 2018 | NL     | East     | 4         | 77  | 85  | 47,5      | 13     | — | Jacob deGrom (CYA)                                         |
| 2019 | NL     | East     | 3         | 68  | 76  | 53,1      | 11     | — | Jacob deGrom (CYA) Pete Alonso (ROY)                       |
| 2020 | NL     | East     | 4         | 26  | 34  | 43,3      | 9      | — | —                                                          |
| 2022 | NL     | East     | 3         | 77  | 85  | 47,5      | 11 1/2 | — | —                                                          |
| 2022 | NL     | East     | 2         | 101 | 61  | 62,3      | —      | NLWC gegen San Diego Padres, 1:2                                                                                  | —                                                          |
| 2023 | NL     | East     | 4         | 75  | 87  | 46,3      | 29     | — | —                                                          |
| 2024 | NL     | East     | 3         | 89  | 73  | 54,9      | 6      | NLWC gegen Atlanta Brewers, 2:1 NLDS gegen Philadelphia Phillies, 3:1 NLCS gegen Los Angeles Dodgers, 2:4         | —                                                          |

### Teaminterne Rekorde

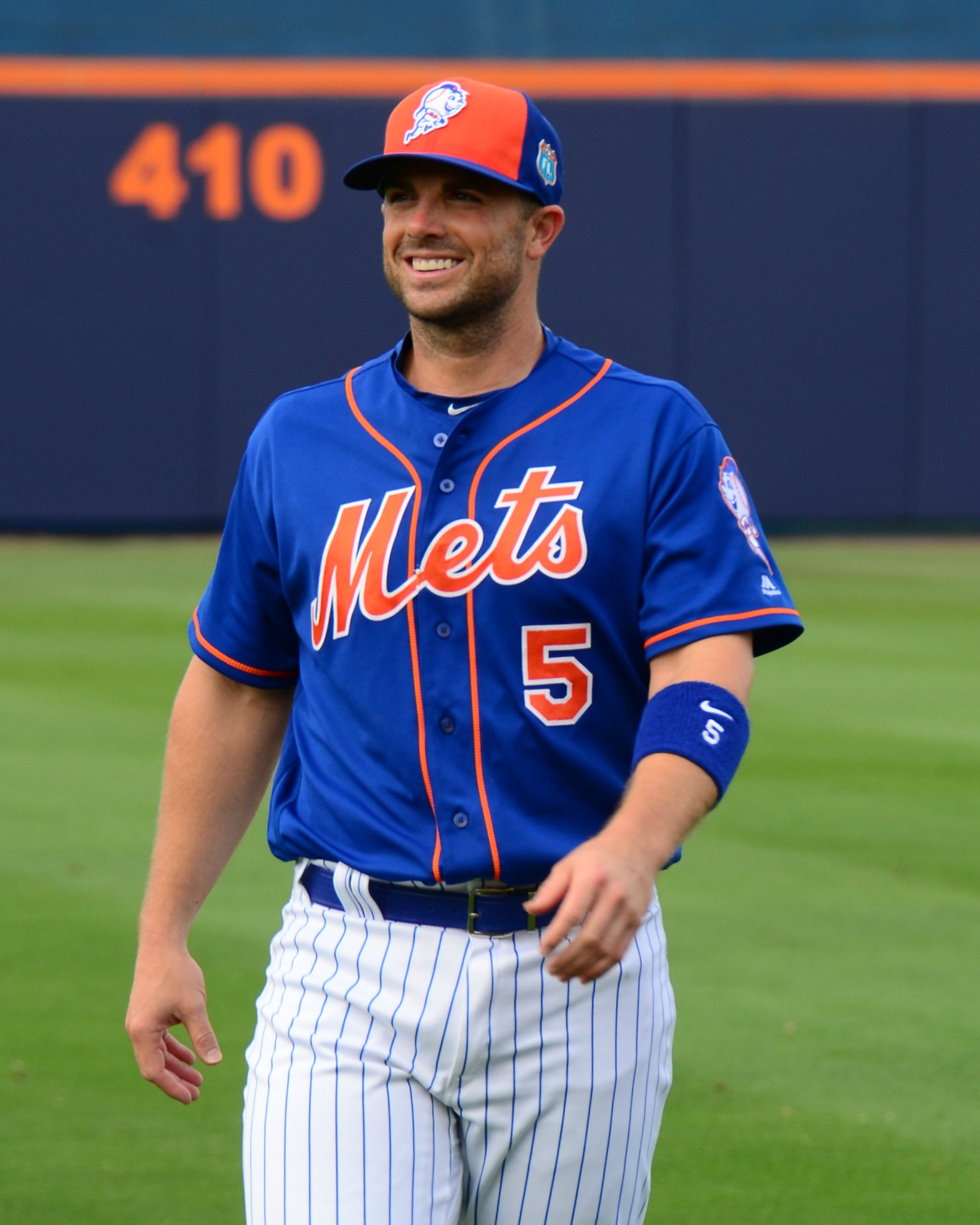
David Wright hält einen Großteil der internen Mets Rekorde

Folgende Tabellen zeigen eine Auswahl von positiven aber auch negativen Rekordwerten, die einzelne Spieler der Mets teamintern erreichen konnten.

#### Schlagstatistiken
| Statistik           | Wert  | Spieler                |
| ------------------- | ----- | ---------------------- |
| Batting Average     | .315  | John Olerud            |
| On-Base Percentage  | .425  | John Olerud            |
| Slugging Percentage | .542  | Mike Piazza            |
| Spiele              | 1.853 | Ed Kranepool           |
| At Bats             | 5.506 | David Wright           |
| Runs                | 910   | David Wright           |
| Hits                | 1.713 | David Wright           |
| Bases gesamt        | 2.665 | David Wright           |
| Home Runs           | 252   | Darryl Strawberry      |
| RBI                 | 943   | David Wright           |
| Base on Balls       | 715   | David Wright           |
| Strikeouts          | 1206  | David Wright           |
| Stolen Bases        | 370   | José Reyes             |
| Hit by Pitch        | 41    | Ron Hunt, David Wright |

Stand: 30. April 2016

#### Wurfstatistiken
| Statistik                  | Wert    | Spieler       |
| -------------------------- | ------- | ------------- |
| ERA                        | 2,57    | Tom Seaver    |
| Wins                       | 198     | Tom Seaver    |
| Wins in %                  | 64,9    | Dwight Gooden |
| Spiele                     | 695     | John Franco   |
| Saves                      | 276     | John Franco   |
| Innings Pitched            | 3.045 ⅓ | Tom Seaver    |
| Strikeouts                 | 2.541   | Tom Seaver    |
| Starts                     | 395     | Tom Seaver    |
| komplette Spiele           | 171     | Tom Seaver    |
| Shutouts                   | 44      | Tom Seaver    |
| zugelassene Homeruns       | 212     | Tom Seaver    |
| zugelassene Bases on Balls | 847     | Tom Seaver    |
| zugelassene Hits           | 2.431   | Tom Seaver    |
| Losses                     | 137     | Jerry Koosman |
| zugelassene Runs           | 875     | Jerry Koosman |
| Wild Pitches               | 81      | Tom Seaver    |

## Minor-League-Teams der New York Mets
| Level    | Team                     | Liga                    | Standort                |
| -------- | ------------------------ | ----------------------- | ----------------------- |
| Triple-A | Syracuse Mets            | International League    | Syracuse, New York      |
| Double-A | Binghamton Rumble Ponies | Eastern League          | Binghamton, New York    |
| High-A   | Brooklyn Cyclones        | South Atlantic League   | Brooklyn, New York      |
| Single-A | St. Lucie Mets           | Florida State League    | Port St. Lucie, Florida |
| Rookie   | FSL Mets                 | Florida Complex League  | Port St. Lucie, Florida |
| Rookie   | DSL Mets Blue            | Dominican Summer League | Dominikanische Republik |
| Rookie   | DSL Mets Orange          | Dominican Summer League | Dominikanische Republik |